# Diversidad sexual en El Salvador
Las personas del colectivo LGBTI+ en El Salvador se enfrentan a ciertos desafíos legales y sociales no experimentados por otros residentes. Las relaciones sexuales consensuales entre personas del mismo sexo fueron despenalizadas en 1826, sin embargo, la diversidad sexual aun es un tema tabú en la sociedad salvadoreña, la cual es mayormente conservadora, por lo tanto, aun persiste la violencia, la discriminación y la persecución de las personas LGBTI+ en el país.
A inicios de la década de los 2000, el país empezó a evolucionar poco a poco y la visibilidad de este colectivo comenzaba a ser más notable en los medios de comunicación, en la política y en la sociedad en general, un ejemplo de ello es el caso de Hugo Salinas, primera persona abiertamente gay en ser elegido alcalde de un municipio de El Salvador, en el periodo de 2006 a 2009. En junio de 2006, el Concejo Municipal de San Salvador se proclamó por los derechos humanos de las diversas identidades sexuales y de género de la ciudad de San Salvador, ante los intentos de los partidos de derecha por prohibir constitucionalmente el matrimonio igualitario. En mayo de 2009, se prohíbe la discriminación por motivos de orientación sexual en el sistema de salud público. En junio de 2009, con la llegada al poder del FMLN se creó la Dirección de Diversidad Sexual (DDS) bajo la Secretaría de Inclusión Social (SIS) y se produjo la emisión del Decreto Ejecutivo No.56 en 2010, el cual contenía una serie de disposiciones para evitar toda forma de discriminación en la administración pública. En 2015, se modificó el Código Penal para agravar el delito de homicidio cuando este fuese motivado por la identidad o expresión de género, o por motivos de la orientación sexual de la víctima.
Sin embargo, tras la llegada al poder del partido Nuevas Ideas en junio de 2019, comenzarían una serie de retrocesos en materia de los derechos LGBTI y las victorias obtenidas en los años anteriores a su llegada. El 2 de junio de 2019, se puso fin a la Secretaría de Inclusión Social (SIS), la cual tenía el cargo de vigilar la ejecución del Decreto Ejecutivo No.56, quedando de esta manera sin efecto legal este decreto. En octubre de 2022, días después de una polémica en donde se emitió contenido LGBT en un programa de televisión educativo, el Ministerio de Educación ordenó retirar varios libros sobre Educación Sexual Integral de todos los centros escolares del país. En febrero de 2024, Bukele le ordenó al Ministerio de Salud que se retirara todo contenido relacionado con la diversidad sexual de las clínicas y unidades de salud del país, eliminando así también los Lineamientos técnicos para la atención integral en salud de la población LGBT, una serie de lineamientos técnicos dirigidos al personal de salud que fueron aprobados en 2016. De igual forma, en febrero de 2024 el ministro de educación confirmó las declaraciones de Bukele en las que afirmó que todo contenido LGBTI fue retirado de guías, libros y materiales educativos, así como todo rastro de "ideología de género" de las escuelas. En junio de 2024, Bukele informó sobre el despido de 300 trabajadores del Ministerio de Cultura porque estos promovían, según sus afirmaciones, acciones incompatibles con la visión del gobierno.
Por otra parte, las Marchas del Orgullo LGBTI+ se realizan cada año en El Salvador desde 1997 en la ciudad de San Salvador.

## Legislación y derechos

### Despenalización de la homosexualidad
Todas las leyes coloniales que castigaban la homosexualidad quedaron sin efecto tras la independencia en 1821, sin embargo, dado que el primer código penal de El Salvador no fue promulgado sino hasta el año de 1826 (el cual no criminalizaba la homosexualidad de ninguna forma), se considera que a partir de ese año la homosexualidad ya no era considerada como un crimen en El Salvador a pesar de que las leyes coloniales ya no tenían efecto desde la independencia.
El Salvador es el único país de Centroamérica el cual nunca ha criminalizado la homosexualidad desde su conformación como un estado soberano, al menos no de forma explícita, sin embargo ocurrieron varios casos a lo largo del siglo XX en donde se arrestaron a personas LGBTI+ utilizando leyes que criminalizaban los actos que atentaran contra las "buenas costumbres", un ejemplo de ello es el arresto de Juliana Martínez, una mujer trans de San Vicente la cual fue detenida por la Policía de Hacienda en 1940, utilizando la Ley de vagos y maleantes (aprobada en julio de 1940) en su contra.
Por otra parte, en el año 2003 el Comité de Derechos Humanos de las Naciones Unidad observó que las 'disposiciones locales' o mejor conocidas como 'ordenanzas sobre delitos menores' se utilizaban para discriminar a las personas por su orientación sexual. La edad de consentimiento sexual en El Salvador es de 15 años, sin importar la orientación sexual.

### Reconocimiento de las parejas del mismo sexo
No existe ningún tipo de reconocimiento hacia las parejas formadas por personas del mismo sexo en forma de matrimonio o de unión civil en El Salvador, por ende, el estado salvadoreño tampoco reconoce a la familia homoparental. Desde 2005 se vienen estableciendo diversos debates en la Asamblea Legislativa con el fin de prohibir constitucionalmente el matrimonio igualitario y la adopción homoparental, esto con un gran apoyo por parte de los partidos conservadores y de la Iglesia católica. Sin embargo, todos los intentos por prohibir constitucionalmente el matrimonio igualitario y la adopción homoparental han fracasado.
En agosto de 2016, un abogado de El Salvador presentó una demanda ante la Corte Suprema de Justicia, pidiendo que se modifique el artículo 11 del Código de Familia, el cual define el matrimonio como una unión entre un hombre y una mujer. Al etiquetar la ley como discriminatoria y explicar la falta de términos de género utilizados en el artículo 34 de la Constitución, la demanda buscaba permitir a las parejas del mismo sexo el derecho a contraer matrimonio. El 20 de diciembre del mismo año, la Corte Suprema rechazó la demanda por un tecnicismo. El 11 de noviembre de 2016, se presentó una segunda demanda contra la prohibición del matrimonio entre personas del mismo sexo. El 17 de enero de 2019, la Corte Suprema desestimó el caso por motivos de procedimiento.
En enero de 2018, la Corte Interamericana de Derechos Humanos (CIDH), dictamino una sentencia en la que se reconoce el matrimonio entre personas del mismo sexo como un derecho humano protegido por la Convención Americana sobre Derechos Humanos. Ese mismo mes, la Sala de lo Constitucional invalidó una propuesta de prohibición del matrimonio entre personas del mismo sexo.
A inicios de 2020, la Sala de lo Constitucional de la Corte Suprema de Justicia de El Salvador (CSJ), resolvería en los primeros meses una demanda que buscaba anular una disposición legal que bloquea el matrimonio entre personas del mismo sexo en el país, sin embargo, dada la emergencia sanitaria ocasionada por el COVID-19 a inicios de 2020, la resolución del caso nunca se llevó a cabo, y hasta el día de hoy no existe más información al respecto sobre la resolución del caso.
En 2021, se propuso una enmienda constitucional que introduciría el concepto de que "toda persona tiene derecho a una familia" y que "el matrimonio no es su única base legal". Esta enmienda podría haber permitido la posibilidad de que las parejas del mismo sexo fueran reconocidas por ley. Sin embargo, la enmienda fue rechazada por el presidente en septiembre de 2021.

### Leyes y medidas antidiscriminación

#### Protección laboral
Desde el año 2010, el Estado de El Salvador cuenta con medidas legales las cuales prohíben la discriminación por motivos de orientación sexual e identidad de género en el ámbito laboral a través de un decreto legislativo, no obstante, este avance es limitado, ya que solo prohíbe la discriminación por motivos de la orientación sexual e identidad de género, pero no por motivos de las características sexuales o la expresión de género, por lo tanto, las personas intersex y todas aquellas que su apariencia física no concuerde con su género son más vulnerables a sufrir acoso, discriminación, maltratos físicos, verbales o psicológicos, o a ser despedidos de sus trabajos.
El Decreto ejecutivo No.56 (2010), establece una serie de disposiciones que pretenden evitar toda forma de discriminación por motivos de orientación sexual e identidad de género en el ámbito laboral de la administración pública. Si bien este decreto simbolizo un gran avance en materia de derechos LGBTI+ en el país y en Centroamérica, siendo El Salvador el segundo Estado en la región (después de Nicaragua en 2008) en adoptar una medida legal contra la discriminación de este tipo en el ámbito laboral, este decreto legislativo es imitado, ya que se limita únicamente a prohibir la discriminación por motivos de orientación sexual e identidad de género, excluyendo a la expresión de género y las características sexuales como motivo protegido contra la discriminación, por otra parte este decreto se limita a la administración pública y no a todo el ámbito laboral. Además, es importante recalcar que desde la disolución de la Secretaría de Inclusión Social (SIS) en junio de 2019, el Decreto Ejecutivo No.56 quedó en un limbo legal, ya que esta secretaria estaba a cargo de vigilar su ejecución, y de acuerdo con una investigación del periódico digital, elsalvador.com, se expuso que el ministerio de trabajo no cuenta con un registro de denuncias por acoso o discriminación por motivos de orientación sexual o identidad de género.
Decreto ejecutivo No.56: En el año 2010, se emitió el Decreto Ejecutivo No.56, el cual contiene una serie de disposiciones para evitar toda forma de discriminación, ya sea de forma directa o indirecta, por motivos de orientación sexual e identidad de género en la Administración Pública. En la actualidad, este decreto es el único instrumento legal existente, el cual otorga protección limitada contra la discriminación en el ámbito laboral.
Los artículos del Decreto ejecutivo No.56 expresan lo siguiente:

Art. 1.- En la actividad de la Administración Pública, se prohíbe toda forma de discriminación por razón de identidad de género y/o de orientación sexual.

Para efectos de lo dispuesto en este Decreto se utilizarán los conceptos y definiciones siguientes:
Administración pública: Todas las instituciones que integran el Órgano Ejecutivo, incluyendo sus organismos desconcentrados, así como los organismos descentralizados adscritos a éste, independientemente de si realizan o no prestación de servicios al público.
Actividad de la Administración pública: Cualquier actuación de carácter jurídico-formal, técnica o material, en modalidad de acción u omisión, ya sea como ejecución de la ley, limitación de derechos, sanción administrativa o de cualquier otra naturaleza, realizadas por la Administración Pública.
Discriminación directa: La que es causada cuando una persona es, ha sido o puede ser tratada de manera menos favorable que otra en situación análoga.
Discriminación indirecta: La que es causada cuando una disposición, criterio o práctica aparentemente neutros, sitúan a personas en una determinada desventaja particular con respecto a otras personas; salvo que pueda justificarse objetivamente con una finalidad legítima y salvo que los medios para la consecución de esta finalidad sean adecuados y necesarios.
Discriminación por razón de identidad de género y/o de orientación sexual: Es toda distinción, exclusión o restricción basada en la identidad de género y/o en la orientación sexual, que tenga por objeto o resultado la anulación, menoscabo o anulación del reconocimiento, goce o ejercicio, en condiciones de igualdad, de los derechos humanos y libertades fundamentales.
Art. 2.- A los efectos de lo expresado en el presente Decreto, se prohíbe a las instituciones y demás organismos que integran la Administración Pública lo siguiente:
A) El incurrir en algún acto o práctica que de manera directa o indirecta constituya una forma de discriminación por razón de la identidad de género y/o la orientación sexual; y,
B) El fomentar, propiciar, defender o apoyar cualquier acto o práctica que de manera directa o indirecta mueva a la no aceptación de determinada persona o grupos de personas que incluso, incite a la discriminación o a la práctica de acciones hostiles en contra de éstas, por razón de la identidad de género y/o la orientación sexual.
Art. 3.- Los titulares de las distintas dependencias y organismos que integran la Administración Pública deberán implementar una revisión exhaustiva de las políticas, programas y proyectos que les atañen, adoptando o proponiendo los correctivos necesarios, si en el diseño o implementación práctica de los mismos se advierten actuaciones o prácticas que de manera directa o indirecta constituyan o puedan generar cualquier forma de discriminación por razón de la identidad de género y/o la orientación sexual. Uno de los criterios que utilizarán para la evaluación del desempeño de su personal será la observancia de las disposiciones del presente Decreto.
Art. 4.- Los titulares de las distintas dependencias y organismos que integran la Administración Pública deberán garantizar la generación de una cultura de respeto y tolerancia dentro de las actividades que desarrollan tales dependencias y organismos, cualquiera que fuese la identidad de género y/o la orientación sexual de una persona.
Art. 5.- A efectos de asegurar el cumplimiento a lo establecido en el artículo 3, inciso primero del presente Decreto, facultase a la Secretaría de Inclusión Social de la Presidencia de la República para que, en atención a las atribuciones que especialmente le confieren el artículo 53-B, números 1) y 5) del Reglamento Interno del Órgano Ejecutivo, brinde el asesoramiento u orientación necesaria a las distintas dependencias y organismos de la Administración Pública, la que podrá actuar por requerimiento del titular o de manera oficiosa.

Art. 6.- No será aplicable ninguna disposición reglamentaria, acuerdo, orden, instructivo, resolución o circular que al interior de la Administración Pública pudiese generar o propiciar de alguna manera la discriminación de personas por razones de identidad de género u orientación sexual.
Decreto Ejecutivo No.56

#### Protección amplia
Desde el año 2009 han ocurrido avances en la legislación salvadoreña en materia de erradicación y protección legal contra la discriminación de forma amplia a través de acuerdos, normas, leyes, códigos y lineamientos, sin embargo, algunos de estos avances han sido limitados, ya que algunos solo prohíben la discriminación por motivos de orientación sexual, pero no por motivos de la identidad y expresión de género, las características sexuales o por ser portador de VIH, por otra parte, los avances en la legislación salvadoreña contra la discriminación solo se limitan a ciertas áreas, entre ellos está el sistema de salud, el sistema educativo, el sistema de justicia y el sistema bancario. No ha habido avances contra la discriminación en otras áreas, tal como en la erradicación del acoso o bullying homofobo en las escuelas e institutos, en el acceso a la vivienda o en el acceso a lugares y/o establecimientos tanto públicos o privados, entre otras áreas.

##### En el sistema educativo
Desde el año 2016, ha habido avances en el sistema educativo en materia de protección legal contra la discriminación por motivos de orientación sexual e identidad de género, a través de ciertas leyes, políticas y códigos de ética, no obstante, algunos de estos avances son limitados, ya que algunos solo prohíben la discriminación por motivos de la orientación sexual, pero no por motivos de la identidad y expresión de género, las características sexuales o por ser portador de VIH, por lo tanto, las personas trans e intersex son más vulnerables a sufrir acoso, discriminación, maltratos físicos, verbales o psicológicos, a ser expulsados o a directamente denegarles el acceso a la educación. Por otra parte, a pesar de que ha habido avances contra la discriminación en el sistema educativo, la discriminación aún persiste en esta área.
La Ley crecer juntos para la protección integral de la primera infancia, niñez y adolescencia (2022), establece que las niñas, niños y adolescentes tienen derecho a ser respetados por el personal del centro educativo y a recibir una educación basada en la tolerancia, comprensión mutua, respeto y solidaridad. De igual forma establece que las instituciones educativas deben implementar medidas de disciplina positiva y prohibir todo abuso, maltrato físico, verbal, psicológico y de cualquier forma de violencia. Por otra parte, esta ley también prohíbe la exclusión, expulsión y negación de matrícula por motivos de orientación sexual o VIH/sida. La Política de equidad e igualdad de género (2016 y 2020), es un instrumento el cual permite la adopción de medidas que erradiquen la discriminación y la violencia por motivos de orientación sexual en el sistema educativo. No obstante, las líneas de acción que ofrece esta política para erradicar la discriminación son limitadas, por otra parte, esta política tiene un periodo de vigencia limitado, quedando sin efecto la primera versión de la política en 2020, sin embargo, ese mismo año se emitió una segunda versión de la política, teniendo un periodo de vigencia de 5 años.
La Política de equidad e igual de género y la Ley crecer juntos, son los únicos instrumentos existentes en materia de protección legal contra la discriminación en lo que respecta a la educación básica y media (escuela y bachillerato), sin embargo, en lo que respecta a la educación superior (universidad), depende de cada una de las universidades del país. La Universidad de El Salvador (UES), por ejemplo, prohíbe la discriminación por motivos de orientación sexual e identidad de género en sus instalaciones por medio de su código de ética, pero otras universidades del país, como la Universidad Tecnológica de El Salvador (UTEC), por ejemplo, no prohíben este tipo de discriminación en sus instalaciones. La Ley especial para la regulación de las practicas clínicas de los estudiantes de internado rotatorio, año social y médicos y odontólogos residentes en proceso de especialización (2019), establece que los estudiantes que están en proceso de especialización tienen derecho a no ser discriminados por motivos de su orientación sexual o su 'condición de género'.  Los avances que han ocurrido en los últimos años son los siguientes: 
Ley crecer juntos para la protección integral de la primera infancia, niñez y adolescencia: La Ley crecer juntos tiene por finalidad garantizar el ejercicio y disfrute pleno de los derechos de toda niña, niño y adolescente y facilitar el cumplimiento de sus deberes, independientemente de su nacionalidad. Esta ley establece que las niñas, niños y adolescentes tienen derecho a ser respetados por el personal del centro educativo y a recibir una educación basada en la tolerancia, comprensión mutua, respeto y solidaridad. De igual forma establece que las instituciones educativas deben implementar medidas de disciplina positiva y prohibir todo abuso, maltrato físico, verbal, psicológico y de cualquier forma de violencia. Por otra parte, esta ley también prohíbe la exclusión, expulsión y negación de matrícula por motivos de orientación sexual o VIH/sida.
Algunos de los artículos más importantes de la Ley crecer juntos para la protección integral de la primera infancia, niñez y adolescencia expresan lo siguiente:

Articulo 3.- Sujetos de derechos
Todas las niñas, niños y adolescentes son sujetos plenos de derechos. Los derechos, garantías y obligaciones reconocidos en la presente Ley son aplicables a toda persona desde el instante de la concepción hasta que cumpla los dieciocho años de edad, y serán ejercidos directamente por las niñas, niños y adolescentes, tomando en consideración el desarrollo evolutivo de sus facultades, la dirección y orientación apropiada de su madre y padre o responsable y las limitaciones establecidas en la presente Ley.
Artículo 6.- Ámbito de aplicación

La  presente  Ley  se  aplica  a  todas  las  niñas,  niños y  adolescentes nacionales  o  extranjeros  que  se encuentren en el territorio nacional. Lo anterior no limita las gestiones de coordinación o colaboración con las autoridades respectivas en el extranjero en el caso de niñas, niños y adolescentes salvadoreños fuera del territorio.
Artículo 57.- Convivencia escolar positiva
Las niñas, niños y adolescentes tienen derecho a ser respetados por el personal del centro educativo y a recibir una educación basada en la tolerancia, comprensión mutua, respeto y solidaridad.
Las instituciones educativas deberán implementar medidas de disciplina positiva y prohibir todo abuso,maltrato físico, verbal, psicológico y de cualquier forma de violencia. De igual forma se prohíbe la exclusión, expulsión y negación de matrícula en razón de embarazo o maternidad, orientación sexual, discapacidad o VIH/SIDA.
Sólo podrán imponerse sanciones por conductas previamente tipificadas en los reglamentos internos y manuales de convivencia de las instituciones educativas que no contravengan lo dispuesto en la presente Ley y las normas aplicables a la materia.
Los reglamentos internos y manuales de convivencia deberán ser elaborados de conformidad con los lineamientos emitidos por el ente rector en el ramo de educación y contar con la participación de las niñas, niños, adolescentes y demás miembros de la comunidad educativa.

Política de equidad e igualdad de género: Desde el año 2016, el ministerio de educación cuenta con una Política de Equidad e Igualdad de género. Esta política es un instrumento el cual permite la adopción de medidas que erradiquen la discriminación y la violencia por motivos de orientación sexual en el sistema educativo. No obstante, las líneas de acción que ofrece esta política para erradicar la discriminación son limitadas, por otra parte, esta política tiene un periodo de vigencia limitado, quedando sin efecto la primera versión de la política en 2020, sin embargo, ese mismo año se emitió una segunda versión de la política, teniendo un periodo de vigencia de 5 años (2020 - 2025).
Ley especial para la regulación de las practicas clínicas de los estudiantes de internado rotatorio, año social y médicos y odontólogos residentes en proceso de especialización: En febrero de 2019, entró en vigencia este decreto legislativo, el cual tiene por objeto unificar y regular los procesos necesarios para la enseñanza y aprendizaje técnico académico durante el período de las prácticas clínicas de los estudiantes de Internado Rotatorio y Año Social de las carreras de Medicina y Odontología y, Médicos u Odontólogos residentes en proceso de especialización. En el capítulo II, artículo 16, literal E, establece que los estudiantes tienen derecho a no ser discriminados por motivos de su orientación sexual  o su 'condición de género'. En el capítulo IV, artículo 42, literal F, establece que los residentes tienen derecho a no ser discriminados por motivos de su "preferencia sexual" y "condición de género".
El literal E del artículo 16 y el literal F del artículo 42 de la Ley especial para la regulación de las practicas clínicas de los estudiantes de internado rotatorio, año social y médicos y odontólogos residentes en proceso de especialización expresan lo siguiente:

Derechos de los estudiantes en Internado Rotatorio.
Art. 16.- Son derechos de los estudiantes:
E) No ser discriminado por su condición de género, orientación sexual, discapacidad, política, religión, etnia y sobre todo por ser estudiante.
Derechos.
Art. 42.- Son derechos de los Residentes:
F) No ser discriminado por su condición de sexo, preferencia sexual, religión, raza y su condición de estudiante.

Código de Ética de la Universidad de El Salvador (UES): El código de ética de la UES prohíbe discriminar a la persona por motivos de su identidad de género u orientación sexual en la prestación de un servicio de los cuales oferte la institución, así como también prohíbe discriminar a los usuarios que demandan o solicitan servicios de la universidad, de igual forma el código de ética establece que el personal académico debe propiciar un ambiente académico caracterizado por la equidad, el respeto mutuo, la tolerancia, la cordialidad y la actitud de servicio, garantizando así un trato digno hacia los estudiantes sin ningún tipo de discriminación.
El Código de Ética de la Universidad de El Salvador expresa lo siguiente:

Artículo 7.- Son prohibiciones éticas para los servidores que forman parte de la Universidad de El Salvador:
10. Discriminar a la persona en la prestación de un servicio de los cuales oferte la institución por motivos de raza, nacionalidad, discapacidad, sexo, credo, ideología, identidad de género y/o de orientación sexual, opinión política, condición social o económica.

Artículo 10.- Los miembros de la comunidad universitaria deberán mantener en todo momento y lugar, un comportamiento de conformidad con las disposiciones siguientes:
3. No discriminación por ninguna causa a los usuarios que demandan o solicitan servicios de la Universidad de El Salvador, por motivos de raza, nacionalidad, discapacidad, sexo, credo, ideología, identidad de género y/o de orientación sexual, opinión política, condición social o económica.

Artículo 12.- Considerando que, al personal académico de la Universidad de El Salvador, le concierne dedicarse al trabajo docente, de investigación y de Proyección Social con plena conciencia de servicio y compromiso con la sociedad, por lo tanto, debe:
1. Propiciar un ambiente académico caracterizado por la equidad, el respeto mutuo, la tolerancia, la cordialidad y la actitud de servicio, garantizando así un trato digno hacia los estudiantes sin discriminación de raza, nacionalidad, discapacidad, sexo, credo, ideología, identidad de género y/o de orientación sexual o cualquier otra forma de discriminación.

Código de Ética de la Universidad Francisco Gavidia (UFG): El código de ética de la UFG prohíbe toda forma de discriminación arbitraria por motivos de orientación sexual, así como también prohíbe el acoso y los actos discriminatorios por motivos de orientación sexual.
El Código de Ética de la Universidad Francisco Gavidia expresa lo siguiente:

Artículo 6.- Respeto por las personas.
La universidad propicia y promueve la consideración por la dignidad de todos los miembros de la comunidad universitaria, rechazando cualquier manifestación que implique denigrar o menoscabar esta condición. Toda forma de discriminación arbitraria por razones de sexo, raza, edad, color, origen, por discapacidad, creencias u orientación sexual, o cualquier otra razón o motivo.
Artículo 13.- Conductas sexuales.
La universidad promueve que todos sus miembros de la comunidad universitaria se sientan respetados y valorados, por lo que ninguno de ellos deberá ser objeto de acoso sexual en el trabajo, actividades académicas y universitarias. Cualquier acto de acoso o conducta sexual inapropiada, es contraria a la ética de la universidad. La comunidad universitaria dentro de su lugar de trabajo tiene prohibido ejecutar conductas de acoso sexual, actos de discriminación de género, orientación sexual, filiación política, religiosa, o cualquier otra razón o motivo ofensiva y en contra de compañeras o compañeros de trabajo, personal a su cargo o jefes (as) superiores, clientes o estudiantes.

Código de Ética de la Universidad Centroamericana "José Simeón Cañas" (UCA): El código de ética de la UCA prohíbe toda práctica, acción u omisión que favorezca o legitime la discriminación o diferencia injustificada entre personas por motivos de orientación sexual. Por otra parte, uno de los Cánones Éticos del código, establece que se debe procurar un trato participativo y equitativo, que mantenga siempre el respeto hacia las personas, independientemente de su orientación sexual. Además, el literal C del apartado 4 de la Política Preventiva Contra el Acoso Sexual del código de ética universitario, prohíbe hacer comentarios ofensivos o inapropiados sobre gestos de orientación sexual.
El Código de Ética de la Universidad Centroamericana "José Simeón Cañas" expresa lo siguiente:

Articulo 4.- Valores y principios éticos que orientan la labor universitaria.
Los valores y principios que orientan el quehacer universitario son los siguientes:
H) Igualdad de oportunidades y no discriminación.
El quehacer universitario de la UCA excluye toda práctica, acción u omisión que favorezca o legitime la discriminación o diferencia injustificada entre personas por razones de edad, raza, etnia, género, orientación sexual, condición económica o social, discapacidad, nacionalidad, credo religioso y orientación política.
Cánones Éticos
Todos los miembros de la comunidad deben regir su conducta de acuerdo con los cánones éticos creados desde la comunidad universitaria, los cuales se orientan hacia:
2. Procurar un trato participativo y equitativo, que mantenga siempre el respeto hacia las personas en los aspectos físicos, psicológicos y verbales, con independencia de raza, sexo, orientación sexual, religión, profesión u oficio, edad, etc.
Política Preventiva Contra el Acoso Sexual
4. Conductas o manifestaciones de acoso sexual
El acoso sexual puede ocurrir en cualquier momento o lugar, dentro o fuera de la Universidad, tanto en circunstancias laborales o educativas, como en actividades institucionales de carácter social. Se califican como conductas o manifestaciones de acoso sexual, entre otras, las siguientes:
C) Hacer comentarios ofensivos o inapropiados sobre atributos físicos,  miradas lascivas, gestos de orientación sexual o flirteos repetidos.

Código de Ética de la Universidad Autónoma de Santa Ana (UNASA): En los valores institucionales que se mencionan en el capítulo III del código de ética de la UNASA, destaca el valor de la Equidad, el cual dice que: "Los miembros de la comunidad educativa, fomentarán y practicarán la equidad, dando un trato igualitario a cada persona, sin tener en cuenta su condición sexual". Si bien no dice expresamente "orientación sexual" en el código de ética, la "Condición sexual" es la manera de esta universidad para referirse a la orientación sexual, por ende, se entiende que el código de ética establece que se debe dar un trato igualitario a cada persona, sin importar su orientación sexual.
El Código de Ética de la Universidad Autónoma de Santa Ana expresa lo siguiente:

Capítulo III
Valores Institucionales
3.8. Equidad: “Es la aplicación imparcial de estatutos, reglamentos y normas a la comunidad educativa”. Los miembros de la comunidad educativa, fomentarán y practicarán la equidad, dando un trato igualitario a cada persona, sin tener en cuenta su condición social, sexual, cultura, apariencia y religión.

##### En el sistema de salud
Desde el año 2009, ha habido avances en materia legal en el sistema de salud los cuales establecen bases legales que prohíben la discriminación que este motivada por la orientación sexual de una persona en el sistema de salud, a través de mecanismos legales como son los códigos, acuerdos, lineamientos, normas y leyes, sin embargo, si bien estos avances han sido importantes, a la vez han sido limitados e ineficaces, ya que algunos de estos mecanismos solo prohíben la discriminación que este motivada por la orientación sexual, pero no se extienden hasta la identidad y expresión de género o las características sexuales de una persona, por lo tanto, las personas trans e intersex son más vulnerables a sufrir acoso, discriminación, maltratos físicos, verbales o psicológicos, a ser denigrados o directamente negarles la atención médica. Adicionalmente, el Ministerio de Salud prohíbe que las personas LGBTI+ puedan donar sangre según se expresa en el Manual de promoción, capacitación y selección de donantes de sangre.
Los avances obtenidos en el Ministerio de Salud en las décadas anteriores han sufrido reveces en años recientes. En el 2024, Bukele le ordenó al Ministerio de Salud que se retirara todo contenido relacionado con la diversidad sexual de las Clínicas y Unidades de Salud del país, incluyendo a las Clínicas VICITS, posteriormente se eliminaron los Lineamientos técnicos para la atención integral en salud de la población LGBT, una serie de lineamientos técnicos dirigidos al personal de salud que fueron aprobados en 2012 y actualizados a su segunda versión en el 2016, de igual forma se derogo la Ley de Deberes y Derechos de los Pacientes y Prestadores de Servicios de Salud, y la Norma de atención integral en salud de las personas afectadas por violencia y lesiones, ambas aprobadas en el 2016.
El Acuerdo Ministerial No.202 (2009), prohíbe al personal que labora en oficinas administrativas, hospitales, unidades de salud, casas de salud o en cualquier otro centro de atención pública de la red sanitaria, discriminar a un usuario por motivos de su orientación sexual. La Norma Técnica de Atención y Cuidados en Salud al Hombre Adulto (2023), establece que la población de hombres adultos tiene derecho a un sistema de cuidados adecuados, oportunos, prioritarios e inmediatos, que provea la protección, promoción de la salud, trato digno, humanizado, con respeto y cortesía; sin ningún tipo de discriminación por razones de orientación sexual. La Norma técnica de atención integral en salud a la persona adulta mayor (2020), establece que la persona adulta mayor tiene derecho a un sistema integral de cuidados adecuados, oportunos, prioritarios e inmediatos, que provea la protección y promoción de la salud con trato digno, con respeto y sin ningún tipo de discriminación por razones de orientación sexual. La Norma de atención integral e integrada a todas las formas de violencia (2011), garantiza el acceso a los servicios de salud, así como a la rehabilitación integral a todas las personas afectadas por violencia y lesiones, sin discriminación alguna por motivos de orientación sexual. La Política Para la Igualdad y Equidad de Género en Salud (2022) y la Política Nacional de Cuidado de Enfermería (2016), establecen líneas de acción para fortalecer el sistema de valores de enfermería orientada a la preservación de los principios éticos y el cumplimiento de las responsabilidades legales para la defensa y respeto de la dignidad y los derechos humanos, así como para garantizar que la prestación de servicios sanitarios se realice sin discriminación por género, orientación sexual o por el estatus de VIH/sida, atendiendo la interseccionalidad. La Norma Técnica de Promoción de la Salud (2021), pretende establecer las disposiciones para la implementación de acciones de promoción de la salud en el Sistema Nacional Integrado de Salud, incluyendo la diversidad sexual. La Norma Técnica para la Atención en Cuidados Paliativos (2023), tiene como objeto establecer las disposiciones técnicas y administrativas para la implementación, promoción, evaluación, de cuidados paliativos en el SNIS, brindando una atención con enfoque de género, libre de estigma y de todo tipo de discriminación por motivos de orientación sexual e identidad de género. Por último, el Reglamento de la ley de salud mental (2019) y la Norma técnica de atención integral en salud mental (2022), tienen el objetivo de garantizar el acceso a la salud mental, ya que estas promueven un enfoque de derechos humanos así como un enfoque de inclusión de grupos vulnerables.
Los avances que han ocurrido en los últimos años son los siguientes:
Acuerdo No.202: En el año 2009 se aprobó el Acuerdo No.202, el cual oficializa erradicar cualquier tipo de discriminación por motivos de orientación sexual en el sistema de salud público, sin embargo, en las disposiciones que ofrece este acuerdo, solo se oficializa erradicar la discriminación por motivos de orientación sexual, excluyendo a la identidad y expresión de género, por lo tanto, las personas trans quedan excluidas de las disposiciones que ofrece este acuerdo para erradicar la discriminación.
Los artículos del Acuerdo No.202 expresan lo siguiente:

En uso de sus facultades legales y a iniciativa del Señor Ministro de Salud Pública y Asistencia Social, se acuerda oficializar lo siguiente: Erradicar cualquier tipo de discriminación por orientación sexual.

Art. 1.- La red pública de servicios de salud, oficinas administrativas, casas de salud, unidades de salud y hospitales del Ministerio de Salud, deberán realizar acciones para facilitar, promover y apoyar las acciones orientadas a la erradicación de cualquier tipo de discriminación por orientación sexual.
Art. 2.- El personal de Salud que labora en oficinas administrativas, en hospitales, en unidades de salud, en casas de salud o cualquier otro centro de atención pública de la red sanitaria, no debe discriminar a ninguna persona por su orientación sexual.
Art. 3.- Las diferentes instituciones deberán informar a las instancias pertinentes sobre las acciones realizadas a la erradicación de cualquier tipo de discriminación por orientación sexual.
Art. 4.- Exhorta a todas las instituciones públicas y autónomas del estado salvadoreño a unirse en contra de cualquier tipo de discriminación por orientación sexual y a realizar acciones que contribuyan a su erradicación.

Art. 5.- Instar a las agencias multilaterales de cooperación y fondos de financiamiento internacional, para apoyar técnica y financieramente las acciones contra la discriminación por orientación sexual.
Acuerdo No.202

Política nacional de cuidado de enfermería: Esta política de 2016, responde a requerimientos Internacionales y nacionales, a fin de sistematizar y estructurar diferentes condiciones que influyen en la prestación de cuidados de enfermería a la población, es así que se incluyen y describen ejes de actuación, definidos bajo un enfoque integral e integrado en las condicionantes y factores que intervienen para la optimización de la calidad del cuidado a la persona. En el capítulo VI (Enfoques), se menciona los enfoques en los que estará basada la calidad del cuidado de enfermería, destacando el enfoque de derechos humanos, el cual expresa el respeto hacia los Derechos Humanos e impulsa la equidad y la no discriminación por “preferencia sexual”. En el capítulo VIII (Estrategias y líneas de acción por objetivos), destaca la línea de acción 2.2.3 de la estrategia 2.2 del objetivo 2, (El cual incluye el enfoque de Derechos Humanos).
El capítulo VI y VIII de la Política nacional de cuidado de enfermería expresan lo siguiente:

VI. Enfoques 
Derechos Humanos: Respeto a los derechos humanos por ser universales, indivisibles e interdependientes, relacionados entre sí, implica que todo individuo tiene derecho a la vida, salud, educación, trabajo y respeto a la dignidad; donde se impulsa la equidad, la no discriminación por género, etnia, discapacidad, condición socio económica, política y religiosa, procedencia geográfica, condición territorial, nacionalidad, preferencia sexual, edad, privación de la libertad o cualquier otra condición social. 
VIII. Estrategias y Líneas de Acción por Objetivos. 
Líneas de Acción 
2.2.3. Fortalecer el sistema de valores de enfermería orientada a la preservación de los principios éticos y el cumplimiento de las responsabilidades legales para la defensa y respeto de la dignidad y los derechos humanos, de la persona y del recurso humano de enfermería.

Norma técnica de atención y cuidados en salud al hombre adulto: En febrero de 2023, entró en vigencia este acuerdo ejecutivo, el cual tiene por objeto unificar criterios y establecer los procedimientos técnicos, administrativos y operativos, de los diferentes niveles de atención del SNIS, para la promoción, prevención, restablecimiento y rehabilitación de la salud del hombre adulto con atenciones preventivas, curativas y especializadas, para incidir en el estado de salud de la población salvadoreña, procurando el acceso equitativo y universal con enfoques de derechos, género, masculinidades, multiculturalidad y determinación social. En el capítulo IV, artículo 52, literal "C", se establece que 'La población de hombres adultos tiene derecho a un sistema de cuidados adecuados, oportunos, prioritarios e inmediatos, que provea la protección, promoción de la salud, trato digno, humanizado, con respeto y cortesía, […] sin ningún tipo de discriminación por razones de orientación sexual.
El artículo 52 de la Norma técnica de atención y cuidados en salud al hombre adulto expresa lo siguiente:

Generalidades de la atención
Art. 52.- El personal de las instituciones del SNIS deben abordar la atención al hombre adulto y reconocer que el desarrollo humano y los resultados en salud dependen de la interacción de los siguientes elementos:
C) La  población de hombres adultos tiene derecho a un sistema de cuidados adecuados, oportunos,  prioritarios e inmediatos, que provea la protección, promoción de la salud, trato digno, humanizado, con respeto y cortesía; centrado en la seguridad del paciente, resguardando su dignidad humana e intimidad y sin ningún tipo de discriminación por razones de etnia, sexo, discapacidades, orientación sexual, religión, edad, condición económica, social, partidaria e ideológica.

Norma técnica de atención integral en salud a la persona adulta mayor: En febrero de 2020, entró en vigencia este acuerdo ejecutivo, el cual tiene por objeto establecer las disposiciones técnicas que regulan la atención integral, bio-psicosocial y funcional a la persona adulta mayor. En el capítulo IV, artículo 8, se establece que la persona adulta mayor tiene derecho a un sistema integral de cuidados adecuados, oportunos, prioritarios e inmediatos, que provea la protección y promoción de la salud con trato digno, […] libre de discriminación, incluso por motivos de orientación sexual, adicionalmente, en el artículo 28 se establece que el INS debe fomentar la investigación sobre el proceso de envejecimiento,la vejez y las diferentes etapas, bajo los principios de derechos humanos y diversidad sexual, con el objetivo de crear evidencia científica que permita sustentar políticas públicas.
Los artículo 8 y 28 de la Norma técnica de atención integral en salud a la persona adulta mayor expresa lo siguiente:

Atención integral en salud aplicando los componentes del modelo de atención del adulto mayor
Art. 8 - La persona adulta mayor tiene derecho a un sistema integral de cuidados adecuados, oportunos, prioritarios e inmediatos, que provea la protección y promoción de la salud con trato digno, con respeto, esmero, cortesía, resguardando de su dignidad humana e intimidad y sin ningún tipo de discriminación por razones de etnia, sexo, orientación sexual, religión, edad, condición económica, social, partidaria, política e ideológica.
La promoción y educación para un envejecimiento activo y saludable es el proceso de optimización de las oportunidades de salud, participación y seguridad con el fin de mejorar la calidad de vida a medida que las personas envejecen.
Fomento de la investigación
Art. 28 - El Instituto Nacional de Salud debe fomentar la investigación sobre el proceso de envejecimiento, la vejez y las diferentes etapas y todas aquellas enfermedades prevalentes en esta etapa, basada en la determinación social de la salud y bajo los principios de género, etnia, discapacidad, protección social, derechos humanos y diversidad sexual, con el objetivo de crear evidencia científica que permita sustentar políticas públicas.

Norma de atención integral e integrada a todas las formas de violencia: En octubre de 2011, entró en vigencia este acuerdo ejecutivo, el cual tiene por objeto establecer las disposiciones en las Redes Integrales e Integradas de Salud (RIISS), para la atención a todos los tipos de violencia en el ciclo de vida, incluyendo la rehabilitación integral de las personas afectadas por la violencia. En el capítulo III, artículos 17 y 18, establecen que todas las personas afectadas por violencia y lesiones, tendrán acceso a los servicios de salud, sin ningún tipo de discriminación por motivos de orientación sexual. De igual manera, en el capítulo IV, artículo 39, establece que se garantizar el acceso a la rehabilitación integral a personas afectadas por violencia y lesiones, sin distinción alguna, incluso por motivos de orientación sexual.
Los artículos 17, 18 y 39 de la Norma de atención integral e integrada a todas las formas de violencia expresan lo siguiente:

Acceso a los servicios de salud
Art. 17 - El Sistema Nacional de Salud debe garantizar a todas las víctimas de la violencia, el acceso a los servicios de salud, sin discriminación de sexo, orientación sexual, clase social, raza, procedencia y religión.
No discriminación
Art. 18 - El personal de las RIISS debe proporcionar los servicios a las y los usuarios, sin anteponer sus creencias o prejuicios, ni ejercer ningún tipo de violencia verbal, gestual, usando altos tonos de voz u otras actitudes que dañen la dignidad de las personas.
Acceso a la rehabilitación integral
Art.  39 - El personal de las RIISS debe garantizar el acceso a la rehabilitación integral a personas víctimas de violencia sin distinción del sexo, orientación sexual, clase social, raza, procedencia y religión.

Política para la igualdad y equidad de género en salud: En 2022, el ministerio de salud presentó la segunda versión de la Política para la igualdad y equidad de género en salud, en la cual se presenta la actualización del marco legal que le da sustento, así como el fortalecimiento de las líneas de acción que permitirán la operativización de la política. En el capítulo VIII (Estrategias y líneas de acción), destaca la línea de acción 4.2.1 de la estrategia 4.2 del objetivo 4, en la cual se establece que se debe garantizar que la prestación de servicios sanitarios se realice sin discriminación por motivos de género, orientación sexual o personas con VIH/sida, atendiendo la interseccionalidad.
El capítulo VIII de la Política para la igualdad y equidad de género en salud expresan lo siguiente:

VIII. Estrategias y líneas de acción.
Líneas de acción
4.2.1 Garantizar que la prestación de servicios sanitarios se realice sin discriminación por género, edad, discapacidad, orientación sexual o personas con VIH/SIDA atendiendo la interseccionalidad.

Norma técnica de promoción de la salud: En 2021, el ministerio de salud emitió la Norma técnica de promoción de la salud, la cual pretende establecer las disposiciones para la implementación de acciones de promoción de la salud en el Sistema Nacional Integrado de Salud, incluyendo la diversidad sexual.
Los artículos 7, 13, 26, 39 y 42 de la Norma técnica de promoción de la salud expresan lo siguiente:

Art. 7. - Son responsables de desarrollar procesos de promoción de la salud en los diferentes territorios y escenarios los siguientes actores: 
D) Grupos de diversidad sexual. 
Art. 13. - En el SNIS se debe dar cumplimiento a las siguientes acciones de promoción de la salud: 
A) Planificación, elaboración y ejecución de estrategias educativas para diferentes grupos poblacionales, considerando enfoque de curso de vida, género y diversidades. 
B) Diseño, elaboración, validación y reproducción de materiales educativos y comunicacionales, considerando enfoque de curso de vida, género y diversidades. 
C) Elaboración de documentos regulatorios relacionados con la promoción de la salud, considerando enfoque de curso de vida, género y diversidades. 
Art. 26. - Todos los materiales educativos y comunicacionales deben ser elaborados y diseñados con criterios de calidad, con enfoque de derechos, género, diversidad, inclusión, promoción de la salud y de determinantes sociales de la salud, validados a nivel técnico y comunitario según los diferentes públicos meta en el curso de vida a los que se dirijan. 
Art. 39. - Las instituciones del SNIS y sus establecimientos deben garantizar que el contenido de los mensajes transmitidos en las diferentes temáticas no genere efectos negativos a la salud de la población. Deben ser elaborados con criterios de calidad, enfoque de derechos, género, diversidad, inclusión, promoción de la salud y de determinantes sociales de la salud; validados a nivel técnico y comunitario según públicos meta. 
Art. 42. - Los criterios para la elaboración de los materiales educativos y comunicacionales deben ser los siguientes: 
B)  Deben ser elaborados con criterios de calidad, con base en perfil epidemiológico de los territorios, con enfoque de derechos, género, diversidad, inclusión y de determinantes sociales, validados a nivel técnico y comunitario.

Norma técnica para la atención en cuidados paliativos: En 2023, el ministerio de salud emitió la Norma técnica para la atención en cuidados paliativos, la cual tiene como objeto establecer las disposiciones técnicas y administrativas para la implementación, promoción, evaluación, de cuidados paliativos en el Sistema Nacional Integrado de Salud (SNIS). En el capítulo V, Artículo 23, literal E, se establece que entre las responsabilidades del SNIS para la atención paliativa se encuentra la de brindar una atención con enfoque de género, libre de estigma y de todo tipo de discriminación, incluso por motivos de orientación sexual e identidad de género.
El literal E del artículo 23 de la Norma técnica para la atención en cuidados paliativos expresa lo siguiente:

Art. 23.- Son responsabilidades del SNIS para la atención paliativa:
E) Brindar una atención con enfoque de género, libre de estigma y de todo tipo de discriminación, incluyendo los diferentes tipos de orientación sexual e identidad de género, con enfoque de derechos humanos.

Reglamento de la ley de salud mental: En mayo de 2019, entró en vigor esta legislación la cual tiene por objeto desarrollar las disposiciones de la Ley de Salud Mental, para garantizar el derecho a la protección de la salud mental de las personas, desde su promoción, prevención, atención, restablecimiento y rehabilitación en las diferentes etapas de su desarrollo, con enfoque de derechos humanos. En el literal C, del artículo 7, se establece que las Instituciones obligadas por la ley, al diseñar programas y protocolos integrales, deberán incluir un enfoque de derechos humanos, incluyendo la diversidad sexual.
El literal C del artículo 7 del Reglamento de la ley de salud mental expresa lo siguiente:

Art. 7- Las Instituciones obligadas por la ley, al diseñar programas y protocolos integrales, deberán incluir: 
C) Enfoque de derechos humanos, género y determinación tomando en consideración grupos, tales como: integrantes de las familias que viven en la pobreza, las personas con problemas de salud crónicos, las niñas, niños adolescentes y jóvenes, expuestos al maltrato, abandono, abuso de sustancias, tipos de violencia, grupos minoritarios, poblaciones indígenas, desempleados, personas con discapacidades, adultos mayores, las sometidas a discriminaciones y violaciones de los derechos humanos, diversidad sexual, las privadas de libertad o expuestas a conflictos, desastres naturales u otras emergencias humanitarias, los desplazados, migrantes u otros grupos vulnerables.

Norma técnica de atención integral en salud mental: En enero de 2022, entró en vigor esta legislación la cual tiene el mismo objeto que el Reglamento de la ley de salud mental, o sea, garantizar el derecho a la protección de la salud mental de las personas, desde su promoción, prevención, atención, restablecimiento y rehabilitación en las diferentes etapas de su desarrollo, con enfoque de derechos humanos. En los artículos 5, 7 y 9, se establece la promoción de la salud mental, el nivel de prevención primaria y la intervención en poblaciones en situación de vulnerabilidad.
Los artículos 5, 7 y 9 de la Norma técnica de atención integral en salud mental expresan lo siguiente:

Art.  5. - Las instituciones del Sistema Nacional Integrado de Salud (SNIS), deberán desarrollar permanentemente estrategias de promoción de salud mental en los diferentes ámbitos de competencia, familiar, comunitario, laboral, educativo, incluyendo acciones dirigidas a la población con discapacidades, enfermedades crónicas, migrantes, población LGTBIQ+, privados de libertad, entre otros. 
Art. 7. - La prevención de los trastornos mentales deberá ser dirigida permanentemente a todos los grupos poblacionales, de acuerdo con la clasificación de los diferentes niveles de prevención: 
A) Prevención primaria: estas acciones deben estar dirigidas a individuos o grupos vulnerables expuestos a un riesgo durante el curso de vida, tales como: exposición al trauma en la niñez y la adolescencia, duelo, violencia de todo tipo, eventos adversos, pobre desarrollo de la propia autonomía, vulneración de derechos (educación, salud, trabajo, cultura, deporte, alimentación, migración, entre otros):  así como personas que puedan encontrarse en condición de mayor vulnerabilidad, como personas adultas mayores, personas con discapacidad, enfermedades crónicas, migrantes, población LGTBIQ+, privados de libertad, entre otros, estableciendo estilos de vida saludable, priorizando la calidad de vida. 
Art. 9. - El personal de salud del SNIS debe incluir en sus políticas públicas, planes, programas, normativas y acciones de prevención permanentes de los trastornos mentales tales como: 
C) Intervención  en  poblaciones  en  situación  de  vulnerabilidad: realizar acciones de planificación, ejecución y evaluación de estrategias de intervención multisectorial para apoyar a poblaciones así como personas que puedan encontrarse en condición de mayor vulnerabilidad (LGTBIQ+, migrantes, personas en conexión con calle, trabajadoras del sexo, personas con discapacidad, embarazadas adolescentes, personas adultas mayores privados de libertad) con el objetivo de desarrollar competencias (conocimientos, habilidades sociales, destrezas, actitudes y ajustes razonables en el entorno, entre otros) que les permitan afrontar y/o superar su situación y prevenir su exposición a la violencia y al consumo de sustancias psicoactivas.

Ley de Prevención y Control de la Infección Provocada por el Virus de Inmunodeficiencia Humana: En cuanto al estatus de VIH, la Ley de Prevención y Control de la Infección Provocada por el Virus de Inmunodeficiencia Humana, tiene por objeto velar en el sector tanto público como privado, por la salud de los habitantes en la prevención, promoción, protección, atención integral y el control de la infección causada por el VIH, con énfasis en los ámbitos educativo, laboral, penitenciario, salud e investigación; respetando los derechos humanos de la población. A pesar de que no se hace mención de las personas LGBTI+, esta ley establece que ninguna persona con VIH será discriminada, de igual forma, en el artículo 10 se establecen los derechos que poseen las personas con VIH.
El artículo 10 de la Ley de Prevención y Control de la Infección Provocada por el VIH establece lo siguiente:

Art.10.- Las acciones relacionadas con la prevención y atención del VIH, garantizarán el respeto de los derechos fundamentales de las personas con VIH y de todos los habitantes de la República; para efectos de esta ley se reconocen los siguientes derechos: 

A) No discriminación: se prohíbe toda discriminación contraria a la dignidad humana y cualquier acto estigmatizador en perjuicio de las personas con VIH, así como de su familia. Asimismo, se prohíben las restricciones o medidas coercitivas de los derechos y las libertades de las personas infectadas por el VIH. Salvo las excepciones contenidas en esta ley, a toda persona con VIH le asiste el derecho de que no se interfiera en el desarrollo de sus actividades civiles, familiares, laborales, educativas, afectivas y sexuales, estas últimas de acuerdo con las respectivas recomendaciones de protección. 

B)  Acceso a la información sobre VIH: todas las personas tienen derecho a contar con información actualizada, oportuna, exacta, veraz, comprensible y científica, incluyendo medios y formatos accesibles y alternativos para personas con discapacidad, acerca de los modos de transmisión, métodos de prevención, tratamientos y acciones realizadas en respuesta al VIH y demás aspectos de la infección y situación del VIH. 

C) Información del diagnóstico de VIH: toda persona que haya sido diagnosticada con VIH, tiene derecho a revelar su condición, a la o las personas que considere conveniente. 

D)  Acceso a la prueba para el diagnóstico de la infección por VIH: todas las personas tienen derecho a acceder voluntariamente a la prueba para el diagnóstico de la infección por VIH, bajo los criterios del consentimiento informado y formas alternativas de comunicación y lenguaje. 

E) Acceso a la atención integral: todas las personas con VIH, tienen derecho a recibir servicios de calidad, calidez, equidad y oportunidad que garanticen sus necesidades de salud por este diagnóstico. 

F) Acceso a recibir consejería y orientación: toda persona con VIH, familiares o allegados, tiene el derecho a recibir consejería y orientación en una forma oportuna, adecuada, voluntaria y sin discriminación, acerca de temas relacionados con la prevención y atención del VIH. 

Además de los anteriores, todos los derechos reconocidos por la Ley de Deberes y Derechos de los Pacientes y Prestadores de Servicios de Salud.

##### En el sistema de justicia
Desde el año 2012, ha habido avances en el sistema de justicia en materia de protección legal contra la discriminación por motivos de orientación sexual e identidad de género, a través de leyes, códigos, políticas y reglamentos, no obstante, algunos de estos avances son limitados, ya que algunos solo prohíben la discriminación por motivos de la orientación sexual, pero no por motivos de la identidad o expresión de género, las características sexuales o por ser portador de VIH, por lo tanto, las personas trans e intersex son más vulnerables a sufrir dificultades y discriminación a la hora de la reparación o de acceder a los servicios del Sistema de Justicia. Por otra parte, a pesar de los avances contra la discriminación en el Sistema de Justicia, la discriminación aún persiste en esta área.
Reglamento disciplinario de la procuraduría general de la república: En diciembre de 2022, entró en vigencia este reglamento, el cual tiene por objeto regular el procedimiento disciplinario, garantizando los derechos de la persona servidora pública de la institución y de los demás sujetos involucrados.
Los artículos 3, 7, 22, 31 y 38 del Reglamento disciplinario de la procuraduría general de la república expresan lo siguiente:

Art. 3. Para la interpretación del presente reglamento se entenderá por:
C) Discriminación: Es cualquier distinción, exclusión, restricción o preferencia que tenga el objetivo o el efecto de anular o limitar el reconocimiento, goce  o ejercicio, en condiciones de igualdad de los derechos de las personas,  basada en motivos de nacionalidad, edad, sexo, orientación sexual, expresión de género, idioma, religión, opiniones políticas, discapacidad, entre otras.

Art. 7. La persona denunciante tendrá los derechos siguientes:
A) Ser informada y atendida adecuadamente, utilizando lenguaje inclusivo y formatos accesibles para dar a conocer los servicios que proporciona la institución.
B) Ser  atendida de forma  respetuosa, incluyendo el ser nombrada bajo la identidad de género  que la persona denunciante determine en el procedimiento disciplinario.
C) Ser atendida con objetividad e imparcialidad, garantizando la prestación del servicio sin ningún trato discriminatorio, garantizando la equidad de género.
D) Ser atendida en espacios y ambientes seguros que garanticen la confidencialidad, así como los mecanismos de atención para cada caso en particular.
E) En caso de las personas con discapacidad y en situación de vulnerabilidad, deben  recibir las notificaciones y cualquier tipo de información, en formatos accesibles de acuerdo con sus necesidades.
F) Que se garantice la seguridad y confidencialidad de los datos personales que figuren en el expediente.

G) No ser intimidada, hostigada, acosada, amenazada o coaccionada por su participación durante el procedimiento disciplinario.
Además de las prerrogativas anteriores, en los casos de violencia o discriminación por el hecho  de  ser mujer, generados por un hombre, las mujeres tendrán derecho:
A) A ser atendida y tratada desde el inicio del procedimiento con enfoque de género.
B) En caso de ser sobreviviente de violencia o discriminación, ser asistida y acompañada integralmente durante todo el procedimiento por la Unidad Institucional de Atención Especializada para la Mujer.
Art. 22. En los casos de violencia o discriminación por el hecho de ser mujer, las Unidades Institucionales de Atención Especializada para las Mujeres podrán recibir denuncias de usuarias y servidoras públicas cuando la acción fuere realizada por un servidor público.
La  Unidad  Institucional  de  Atención  Especializada  para  las  Mujeres, atendiendo  a  las  circunstancias  de cada caso, realizará en un plazo no mayor de diez días hábiles las acciones que considere pertinentes en aras de garantizar los derechos de las mujeres denunciantes, las cuales deberá remitir a la Gerencia de Asuntos Jurídicos en un plazo máximo de cinco días hábiles para realizar el examen liminar de los hechos y analizar su procedencia
Art.  31. En cualquier etapa del procedimiento, la persona presuntamente infractora  podrá  reconocer los hechos de forma voluntaria y expresa por escrito ante la autoridad que lo esté instruyendo, ante esto, se resolverá imponiendo la sanción que proceda. Esta circunstancia será considerada una atenuante para la determinación de la sanción a imponer.
En las denuncias relacionadas con hechos de violencia o discriminación contra la mujer, la aceptación de los hechos no se podrá considerar como atenuante para la determinación de la sanción a imponer.

Art. 38. Cuando la permanencia de la persona presuntamente infractora constituya grave peligro para la institución, fuere sorprendido cometiendo faltas muy graves o cuando los actos afecten la prestación del servicio a la persona usuaria o el bien colectivo pudiese estar en riesgo procederán las medidas provisionales. 
Asimismo, en los casos relacionados con violencia o discriminación por el hecho de ser mujer se deberá propiciar la aplicación de medidas provisionales de forma urgente y necesaria en atención a la naturaleza de cada caso.

Ley orgánica de la procuraduría general de la república: En mayo de 2021, entró en vigencia este decreto legislativo, el cual tiene por objeto regular la organización y el funcionamiento de la Procuraduría General de la República en el marco de las atribuciones que la Constitución, tratados internacionales y otras leyes de la República le confieren. Los artículos 82, 83, 84 y 86 del capítulo I, del título VI, establecen que Los funcionarios y empleados de la Procuraduría General de la República son sujetos de responsabilidad civil, penal y administrativas, de igual forma establece que las infracciones u omisiones señaladas en esta ley y su reglamento serán deducidas y sancionadas administrativamente. Entre las infracciones graves se encuentra el realizar cualquier acción u omisión que genere discriminación por motivos de orientación sexual, identidad de género o identidad sexual.
Los artículos 82, 83 y 86 de la Ley orgánica de la procuraduría general de la república expresan lo siguiente:

Art. 82.- Los funcionarios y empleados de la Procuraduría General de la República son sujetos de responsabilidad civil, penal y administrativas.

Art. 83.- Las infracciones u omisiones señaladas en esta ley y su reglamento serán deducidas y sancionadas administrativamente, sin perjuicio de las responsabilidades penales o civiles que se deriven, las que serán sancionadas mediante los procedimientos establecidos en la legislación aplicable.
Art. 86.- Constituirán infracciones graves:
i.  Realizar cualquier acción u omisión que genere discriminación en razón de sexo, edad, etnia, orientación sexual, discapacidad, identidad sexual, identidad de género o cualquier otra que conlleve al menoscabo a la dignidad o a los derechos de la persona usuaria, en práctica jurídica o profesional o servidora pública, de forma directa o por medio del uso de las tecnologías de la información y la comunicación.
Ley Orgánica de la Procuraduría General de la Republica

Política de persecución penal: En septiembre de 2017, entró en vigencia este acuerdo institucional, la cual define los criterios y lineamientos del marco de la acción institucional, de acuerdo a principios como dignidad humana, presunción de inocencia, legalidad, oficialidad, oficiosidad, oportunidad reglada, proporcionalidad, lesividad, objetividad, racionalidad, unidad de acción y dependencia jerárquica. En la sección C, Artículo 25, se establece que "En los casos de víctimas en condiciones especiales de vulnerabilidad, los Agentes Auxiliares realizaran sus funciones potenciando su acceso a la justicia, así como la restauración y restitución de sus derechos, especialmente en lo psicológico, social y patrimonial; velando por el goce de los mismos, reconocidos a su favor en la legislación primaria, secundaria, incluyendo los instrumentos jurídicos internacionales [...] Las personas LGBTI se consideran personas en condiciones especiales de vulnerabilidad".
El artículo 25 de la Política de persecución penal expresa lo siguiente:

Artículo 25
En los casos de víctimas en condiciones especiales de vulnerabilidad, los Agentes Auxiliares realizaran sus funciones potenciando su acceso a la justicia, así como la restauración y restitución de sus derechos, especialmente en lo psicológico, social y patrimonial; velando por el goce de los mismos, reconocidos a su favor en la legislación primaria, secundaria, incluyendo los instrumentos jurídicos internacionales, común y especializada, así como en la jurisprudencia y esta Política.
El Agente Auxiliar procurará evitar la revictimización en todos los actos de investigación o juicio, brindándole acceso oportuno a servicios institucionales propios o por derivación.
Se consideran personas en condiciones especiales de vulnerabilidad las niñas, niños, adolescentes, mujeres en situación de violencia intrafamiliar o de género, personas con discapacidad, adultos mayores, migrantes, pueblos indígenas, lesbianas, gay, bisexuales, transexuales e Intersexuales que sean víctimas de delitos por su condición; sin perjuicio de incluir miembros de otros grupos que se consideren vulnerables.

Código de ética judicial de El Salvador: En febrero de 2014, entró en vigencia este acuerdo judicial, el cual tiene como finalidad mejorar la calidad de la Justicia en El Salvador; señalando los principios o valores y deberes éticos de la función judicial con el objeto de proteger los bienes morales de la sociedad, de los justiciables, abogados, usuarios, jueces y juezas, a fin de promover la excelencia y transparencia judicial. El artículo 23 del capítulo II, Principios y Deberes éticos, establece el principio de no discriminación.
El artículo 23 del Código de ética judicial de El Salvador expresa lo siguiente:

Art. 23.- La discriminación implica todo trato de inferioridad o marginación a una persona o colectividad por motivo de raza, color, nacimiento, origen, condición socioeconómica, ideas políticas o religiosas, condición física o mental, edad, género u orientación sexual o cualquier otra condición, que tenga el propósito de impedir o anular el reconocimiento, goce o ejercicio de derechos humanos y fundamentales. En concordancia, es deber del Juez o la Jueza:
A.  Aplicar el principio de no discriminación en sus decisiones judiciales.
B.  No permitir que quienes comparezcan ante el tribunal, ni el personal bajo su dirección y control incurran en conductas discriminativas.

Política de persecución penal en materia penal juvenil: En julio de 2012, entró en vigencia este acuerdo judicial, el cual tiene como función primordial orientar la acción de los funcionarios y empleados de la Fiscalía General de la República para el logro de los objetivos institucionales en el marco del deber ser y el deber de actuar para el cumplimiento de los principios y valores que orientan la investigación y el procesamiento de los adolescentes en conflicto con la Ley penal, siendo obligatoria para todo el personal, sin perjuicio de la corresponsabilidad de otros actores estatales para garantizar la efectividad de los derechos de los adolescentes. El artículo 3 del capítulo I, establece que los adolescentes serán tratados sin ningún tipo de discriminación por motivos de orientación sexual.
El artículo 3 de la Política de persecución penal en materia penal juvenil expresa lo siguiente:

Artículo 3.- Respeto de los Derechos Humanos.
En este sentido, los adolescentes serán tratados sin ningún tipo de discriminación por razón, de sexo, raza, condición, orientación sexual, ideas políticas o religiosas. En caso de conflicto entre los derechos de los adolescentes y los de terceros, deberán primar los derechos de los adolescentes pero sin ser excluyentes de los derechos de los demás.

Reglamento interno de trabajo de la procuraduría general de la república: En febrero de 2012, entró en vigencia este reglamento interno de trabajo, el cual tiene por objeto establecer las normas internas que señalen, identifiquen y regulen la forma de comportamiento en que ha de prestar sus servicios el personal de la Procuraduría General de la República, y normar las relaciones laborales entre la Procuraduría y su personal y el procedimiento interno a seguir para la adecuada aplicación de los derechos, los deberes, obligaciones, prohibiciones y las medidas disciplinarias. El artículo 42, enumera las prohibiciones que constituyen faltas leves, graves y muy graves. El literal "B.10" del artículo 42 establece que Discriminar a compañeros y compañeras por su preferencia sexual constituye una falta grave.
El literal "B.10" del artículo 42 del Reglamento Interno de Trabajo de la Procuraduría General de la República establece lo siguiente:

Art. 42.- La transgresión de las prohibiciones enumeradas a continuación constituirán faltas leves, graves y muy graves, asimismo aquellas que constituyan causales de despido o destitución de la manera siguiente: 
B) Faltas graves: 
B.10 Discriminar a compañeros y compañeras por su condición de género, social, política o religiosa, así como por su preferencia sexual.

##### En el sistema bancario
En el año 2011, ocurrió el primer avance en el sistema bancario en materia de protección legal contra la recolección de datos por motivos de orientación sexual, no obstante, este avance es limitado, ya que solo prohíbe la recolección de datos por motivos de la orientación sexual, pero no por motivos de la identidad o expresión de género, las características sexuales o por ser portador de VIH, por otra parte, no existe legislación alguna la cual prohíba la discriminación en el sistema bancario por motivos de la orientación sexual, la identidad o expresión de género, las características sexuales o por ser portador de VIH, por lo tanto, las personas LGBTI+ son vulnerables a sufrir dificultades y discriminación a la hora de acceder a los servicios del sistema bancario.
Ley de Regulación de los Servicios de Información Sobre el Historial de Crédito de las Personas: En agosto de 2011, entró en vigencia este decreto legislativo, el cual tiene como objeto garantizar el derecho al honor, a la intimidad personal y familiar y a la propia imagen en el tema de la confiabilidad, la veracidad, la actualización y el buen manejo de los datos de consumidores o clientes, relativos a su historial de crédito, incorporados o susceptibles de ser incorporados a una agencia de información de datos administrada por una persona jurídica, debidamente autorizada conforme a esta ley. El literal G, del artículo 19, prohíbe a las agencias de información con relación a sus bases de datos, recolectar, almacenar, actualizar, grabar, organizar, sistematizar, elaborar, seleccionar, confrontar o interconectar en sus bases de datos, y, en general, información sobre la conducta, preferencia u orientación sexual de las personas.
El artículo 19 de la Ley de Regulación de los Servicios de Información Sobre el Historial de Crédito de las Personas expresa lo siguiente:

Artículo 19. - Sin perjuicio de otras prohibiciones contenidas en esta Ley, queda expresamente prohibido lo siguiente:
G) Recolectar, almacenar, actualizar, grabar, organizar, sistematizar, elaborar, seleccionar, confrontar, interconectar en sus bases de datos, y, en general, utilizar en un reporte de crédito, o mediante cualquier otro formato o medio, las informaciones de los titulares que se especifican a continuación:
9°. Información sobre la conducta, preferencia u orientación sexual.

##### En el sector turístico
Desde el año 2005, El Salvador cuenta con legislación vigente la cual prohíbe la discriminación por motivos de “preferencia sexual” (orientación sexual) en el sector turístico, no obstante, este avance es limitado, ya que solo prohíbe la discriminación por motivos de la orientación sexual, pero no por motivos de la identidad o expresión de género, características sexuales o por ser portador de VIH, por lo tanto, las personas trans e intersex son más vulnerables a sufrir dificultades y discriminación a la hora de acceder a los servicios turísticos. Por otra parte, a pesar de los avances contra la discriminación en el sector turístico, la discriminación aún persiste en esta área.
Ley de Turismo: En diciembre de 2005, entró en vigencia este decreto legislativo, el cual tiene por objeto fomentar, promover y regular la industria y los servicios turísticos del país, prestados por personas naturales o jurídicas nacionales o extrajeras. El literal H, del artículo 25, prohíbe realizar actos discriminatorios por razones de "preferencia sexual" (orientación sexual) en la ocasión de la prestación de sus servicios, por otra parte, el artículo 26 y 27 clasifican la gravedad de las infracciones cometidas, siendo el literal H una infracción leve.
El artículo 25, 26 y 27 de la Ley de Turismo expresan lo siguiente:

Art. 25 - Las infracciones cometidas por los empresarios del turismo, para los efectos de esta Ley, son las siguientes: 
H)  Realizar, en ocasión de la prestación de sus servicios, actos discriminatorios por razones de género, nacionalidad, etnia, preferencia sexual, religión o cualquier otra particularidad. 
Art. 26.- Se sancionarán las infracciones a la presente Ley, así: 
A) Leve: Multa de veinte salarios mínimos vigentes para la industria en la Ciudad de San Salvador. 
B) Grave: Multa de treinta salarios mínimos vigentes para la industria en la Ciudad de San Salvador. 
C) Muy grave: Multa de cuarenta salarios mínimos vigentes para la industria en la Ciudad de San Salvador. 
Las sanciones señaladas se aplicarán sin perjuicio de otras que las leyes respectivas señalen para tales actos u omisiones. El cumplimiento de la sanción no eximirá al infractor de la obligación de cumplir con las obligaciones reguladas en esta Ley. 
Art.  27. - Para los efectos del artículo anterior, se entenderán como infracciones muy graves las contenidas en el artículo 25, en los literales a), b), c) y d); como infracciones graves las contenidas en los literales e) y f); y como infracciones leves, las contenidas en los literales g) y h). 
Cuando se incurra en una infracción sancionada con multa muy grave se revocará definitivamente el Acuerdo que concede los incentivos y se ordenará la cancelación del asiento de la empresa en el Registro. Igual sanción procederá en caso de incurrir reiteradamente en infracciones graves. 
Cualquier otra infracción a la presente Ley, su reglamento, o cualquier otra ley sobre la materia, será sancionada de la misma forma que las infracciones graves contenidas en la presente Ley.

#### Otras medidas antidiscriminación
Ley Especial para la Protección de los Derechos de la Persona Adulta Mayor: En abril de 2021 se emitió esta ley, la cual tiene por objeto garantizar, proteger y promover el reconocimiento y el pleno goce y  ejercicio, en condiciones de igualdad, de todos los derechos humanos y libertades fundamentales de la persona adulta mayor, en el capítulo II, artículo 6, literal "a", se establece que la persona adulta mayor, tiene derecho a no ser discriminada por motivos de su orientación sexual.
El literal "a" del artículo 6 de la Ley Especial para la Protección de los Derechos de la Persona Adulta Mayor expresa lo siguiente:

Art. 6.- Los derechos fundamentales de las personas adultas mayores son:

a) No  ser discriminadas en razón de su edad, sexo, género, ideología  política, orientación sexual, condición económica, identidad étnica, idioma, religión, opinión, filiación, origen, discapacidad o cualquier otra condición.

Ley de Protección al Consumidor: En agosto del 2005 se emitió esta ley, la cual tiene el objetivo de proteger los derechos de los consumidores a fin de procurar el equilibrio, certeza y seguridad jurídica en sus relaciones con los proveedores. En el 2022 se modificó esta ley para incluir una serie de reformas y adiciones, entre ellas se reformó el literal e del artículo 18, el cual trata el tema de la discriminación hacia el consumidor, prohibiendo que los proveedores discriminaran a los consumidores por motivos de orientación sexual e identidad de género. Estas reformas entraron en vigor en 2024.
El literal "e" del artículo 18 de la Ley de Protección al Consumidor expresan lo siguiente:

Art. 18.- Queda prohibido a todo proveedor: 
e) Discriminar al consumidor por motivos de discapacidad, sexo, raza, religión, edad, condición económica, social, política, orientación sexual, identidad de género o por cualquier otro motivo.

### Ordenanzas municipales
Las Ordenanzas son las normas generales que regulan la organización, administración o prestación de los servicios públicos locales, el cumplimiento de las funciones generales o específicas de las municipalidades o establecen las limitaciones y modalidades a la propiedad privada. En El Salvador, únicamente en 14 de los 262 distritos que conforman a los 44 municipios de la república, han emitido algún tipo de ordenanza u ordenanzas con el fin de erradicar la discriminación (en los respectivos municipios) por motivos de orientación sexual y/o identidad de género.
Ahuachapán
Ordenanza de convivencia ciudadana y contravenciones administrativas (Distrito de Apaneca, Ahuachapán centro): Esta ordenanza municipal entró en vigencia en agosto de 2023, la cual tiene por objeto establecer normas de convivencia ciudadana, que conlleven a la promoción, preservación de la seguridad ciudadana y la prevención de la violencia social, procurando el ejercicio de los derechos y pleno goce de los espacios públicos y privados. En el capítulo III de esta ordenanza, destaca el artículo 53, el cual establece que quien molestare, hostigare, perturbare o maltratare verbal, física o psicológicamente a un niño, niña, adolescentes o adulto mayor y/o personas de diversidad sexual, serán sancionados con una multa. Cabe destacar que esta ordenanza ha sido replicada en otros distritos del país, sin embargo, algunos distritos no han incluido explícitamente a las personas LGBTI+ como en esta ordenanza.
El artículo 53 de esta ordenanza municipal expresa lo siguiente:

Objeto de la Ordenanza.
Art. 1. - La presente ordenanza tiene por objeto establecer normas de convivencia ciudadana, que conlleven a la promoción, preservación de la seguridad ciudadana y la prevención de la violencia social, procurando el ejercicio de los derechos y pleno goce de los espacios públicos y privados del municipio, basándose en la armonía, respeto, tranquilidad, solidaridad y búsqueda de la resolución alternativa de conflictos si fuera necesario.
Hostigar o maltratar a niños, niñas, adolescentes, adultos mayores y/o personas de diversidad sexual.
Art. 53.- El que molestare, hostigare, perturbare o maltratare verbal, física o psicológicamente a niño, niña, adolescentes o adulto mayor y/o personas de diversidad sexual, siempre que no constituya falta o delito penal; será sancionado con multa de dos a seis salarios mínimos diarios vigentes del sector comercio y servicios.

Cabañas
Ordenanza municipal para la atención y protección de la persona migrante y su familia (Distrito de Ilobasco, Cabañas oeste): Esta ordenanza municipal entró en vigencia en marzo de 2024, la cual tiene por objeto regular la atención y protección que la municipalidad de Ilobasco, departamento de Cabañas, brindará a la persona migrante y su familia mediante la implementación de diferentes políticas, programas y proyectos, encaminados al pleno respeto de los derechos fundamentales reconocidos en diferentes legislaciones y normativas nacionales e internacionales y del cual nuestro país es signatario, promoviendo el bienestar común de todos los habitantes sin distinción alguna por motivos de raza, sexo, edad, religión, nacionalidad, credo político y cultura. Cabe destacar que esta ordenanza ha sido replicada en otros distritos del país.
Los artículos 3, 11 y 15 de esta ordenanza municipal expresan lo siguiente:

Art. 3. - Definiciones.
Grupo vulnerable: Según el contexto, cualquier grupo o sector de la sociedad (menores de 18 años; adultos mayores; personas con discapacidad; minorías étnicas o religiosas; migrantes, en particular los que están en situación irregular; o personas de sexo, orientación sexual e identidad de género diversos) que corren mayor riesgo de ser objeto de prácticas discriminatorias, violencia, desventajas sociales o dificultades económicas en comparación con otros grupos dentro de un Estado. Estos grupos también corren mayor peligro en periodos de conflicto, crisis o desastre.
Igualdad de género: Igualdad de derechos, obligaciones y oportunidades de todas las personas, independientemente de su identidad de género.
Art. 11. - Uso de espacios públicos.
Todas las personas, en igualdad de condiciones, tienen derecho al uso y disfrute de los espacios públicos de la municipalidad de Ilobasco, departamento de Cabañas, únicamente supeditados a su conservación, utilizar adecuadamente las zonas verdes y áreas de recreación de las localidades, comunidades, colonias, residencias o parques; a gestionar las autorizaciones y permisos según sea el caso y a cumplir con las normas de convivencia pacífica.
La Municipalidad velará para que los espacios públicos no sean utilizados para realizar cualquier tipo de acto público de discriminación, concentración masiva que incite a la intolerancia hacia determinado sector; grupos de personas o que menoscabe la sana convivencia, garantizando en todo sentido el derecho de reunirse pacíficamente y sin armas para cualquier objeto lícito.
Art. 15. - Acompañamiento de población vulnerable.
Si es del conocimiento de las autoridades municipales, el cometimiento de un acto discriminatorio por parte de terceros; que afecte o perturbe la integridad física de personas o grupos de personas migrantes vulnerables como niños y niñas, adolescentes, jóvenes, mujeres, población LGTBI+ o de escasos recursos económicos, la municipalidad deberá coordinar con las instituciones competentes; a través de los miembros de la Comisión Municipal de Protección a la Persona Migrante, a fin de brindar pronta atención a las personas afectadas. Para esto se pueden establecer convenios, cartas de entendimiento y/o protocolos de acción definidos.

Chalatenango
Ordenanza municipal para la atención y protección de la persona migrante y su familia (Distrito de La Palma, Chalatenango norte): Esta ordenanza municipal entró en vigencia el 7 de diciembre de 2023, la cual tiene la finalidad de regular la atención y protección que la municipalidad de La Palma, brindará a la persona migrante y su familia mediante la implementación de diferentes políticas, programas y proyectos; encaminados al pleno respeto de los derechos fundamentales reconocidos en diferentes legislaciones y normativas nacionales e internacionales, promoviendo el bienestar común de todos los habitantes sin distinción alguna por motivos de raza, sexo, edad, religión, nacionalidad, credo político y cultura. Cabe destacar que esta ordenanza ha sido replicada en otros distritos del país.
Los artículos 3, 11 y 15 de esta ordenanza municipal expresan lo siguiente:

Art. 3. – Definiciones.
Grupo vulnerable: Según el contexto, cualquier grupo o sector de la sociedad (menores de 18 años; adultos mayores; personas con discapacidad; minorías étnicas o religiosas; migrantes, en particular los que están en situación irregular; o personas de sexo, orientación sexual e identidad de género diversos) que corren mayor riesgo de ser objeto de prácticas discriminatorias, violencia, desventajas sociales o dificultades económicas en comparación con otros grupos dentro de un Estado. Estos grupos también corren mayor peligro en periodos de conflicto, crisis o desastre.
Igualdad de género: Igualdad de derechos, obligaciones y oportunidades de todas las personas, independientemente de su identidad de género.
Art. 11. - Uso de espacios públicos.
Todas las personas, en igualdad de condiciones, tienen derecho al uso y disfrute de los espacios públicos del Municipio de La Palma, únicamente supeditados a su conservación, utilizar adecuadamente las zonas verdes y áreas de recreación de las localidades, comunidades, colonias, residencias o parques, a gestionar las autorizaciones y permisos según sea el caso y a cumplir con las normas de convivencia pacífica.
La Municipalidad velará para que los espacios públicos no sean utilizados para realizar cualquier tipo de acto público de discriminación, concentración masiva que incite a la intolerancia hacia determinado sector, grupos de personas o que menoscabe la sana convivencia, garantizando en todo sentido el derecho de reunirse pacíficamente y sin armas para cualquier objeto lícito.
Art. 15. - Acompañamiento de población vulnerable.
Si es del conocimiento de las autoridades municipales, el cometimiento de un acto discriminatorio por parte de terceros; que afecte o perturbe la integridad física de personas o grupos de personas migrantes vulnerables como niños y niñas, adolescentes, jóvenes, mujeres, población LGTBI+ o de escasos recursos económicos, el municipio deberá coordinar con las instituciones competentes, a través de los miembros de la Comisión Municipal de Protección a la Persona Migrante, a fin de brindar pronta atención a las personas afectadas. Para esto se pueden establecer convenios, cartas de entendimiento y/o protocolos de acción definidos.

La Libertad
Ordenanza reguladora de los mercados de Quezaltepeque (Distrito de Quezaltepeque, La libertad norte): Esta ordenanza distrital entró en vigencia en noviembre de 2022, la cual tiene por objeto regular la dirección, control, ordenamiento, organización y ejecución de actividades que se desarrollan en los mercados del distrito de Quezaltepeque, estableciendo las infracciones, sanciones y procedimientos para mantener el orden, el respeto a la integridad y dignidad humana, la armonía y corresponsabilidad en la calidad del servicio entre la administración, las personas adjudicatarias, usuarias y la población en general. Esta ordenanza da el derecho a las personas LGBTI+ a acceder a los bienes y servicios que se ofrecen en los mercados de este distrito, así como a ser tratados con respeto y sin discriminación. Cabe destacar que esta ordenanza ha sido replicada en otros distritos del país, sin embargo, algunos distritos no han incluido explícitamente a las personas LGBTI+ como en esta ordenanza.
Los artículos 5, 6, 69 y 70 de esta ordenanza municipal expresan lo siguiente:

Art.  5.- Las definiciones necesarias para la comprensión y aplicación de la presente ordenanza son las siguientes:
Poblaciones en situación de vulnerabilidad: Grupos poblacionales que no tienen las condiciones que les permiten alcanzar su desarrollo; entre otras condiciones se pueden mencionar la pobreza, riesgo social, discapacidad, barreras sociales, físicas, culturales, idiomáticas y económicas, etc.
Procesos inclusivos y participativos: Son los que integran a las personas adjudicatarias, comerciantes y usuarias de manera individual o colectiva en todas sus diferentes expresiones y condiciones (mujeres, hombres, personas con discapacidad, adultas mayores, población urbana o rural, lesbiana, gay, bisexual, transexual, intersexual (LGBTI+) en el proceso de diseño, planificación, implementación, evaluación de las acciones vinculadas a la prestación del servicio de mercado.
Art.  6.- Las actuaciones de los funcionarios municipales, la administración de mercados, personas arrendatarias, proveedores y personas usuarias estará sujeta a los siguientes principios rectores:
a) Principio de dignidad humana: implica respeto, promoción, vigencia y defensa de los derechos humanos de todas las personas, sin importar su origen, género, situación social, credo religioso, pensamiento político, o cualquier otra circunstancia.
b) Principio de igualdad: toda persona tiene derecho a convivir en un ambiente de respeto, tranquilidad y bienestar, garantizando el ejercicio igualitario de sus derechos, libertades y deberes, sin distinción alguna.
e) Principio de inclusión social: En los mercados y su dinámica existen factores necesarios para que una persona disfrute de una vida segura y productiva como miembro totalmente integrado en la sociedad, independientemente de su raza, origen étnico, género u orientación sexual, etc.
f) Principio de participación ciudadana: Las medidas a adoptar e implementar en la comercialización de productos y prestación de servicios en el municipio propiciarán la incorporación de las personas arrendatarias y compradoras en su diversidad (mujeres, hombres, personas jóvenes, adultas mayores, con discapacidad; población lesbiana, gay, bisexual, transexual, intersexual (LGBTIQ+) en la toma de decisiones, en la implementación de acciones, en la contraloría y en la corresponsabilidad por el desarrollo.
Art. 69.- Son derechos de las personas usuarias de los mercados:
a) Ser tratadas con respeto y consideración.
c) A comprar en los puestos de su elección, sin presión, discriminación o abuso de ninguna clase.
Art. 70.-Son deberes de las personas usuarias de los mercados:
a) Tratar con respeto y consideración a las personas arrendatarias y autorizadas, así como al personal de mercados y al público en general.

Ordenanza de convivencia ciudadana y contravenciones administrativas (Distrito de San Juan Opico, La libertad centro): Esta ordenanza municipal entró en vigencia el 17 de noviembre de 2016, la cual tiene como finalidad generar una cultura ciudadana que busque incrementar el respeto entre las personas, así como el cumplimiento de las leyes y normas de convivencia, la resolución pacífica y alternativa de conflictos. En el capítulo III de esta ordenanza, destaca el artículo 42, el cual establece sanciones contra quienes lleguen a hostigar, perturbar o maltratar verbal o psicológicamente a una persona/as de diversidad sexual. En marzo de 2023, esta ordenanza municipal fue actualizada para incrementar las diferentes sanciones que se aplican en cada uno de los artículos. Cabe destacar que esta ordenanza ha sido replicada en otros distritos del país, sin embargo, algunos distritos no han incluido explícitamente a las personas LGBTI+ como en esta ordenanza.
Los artículos 1 y 42 de esta ordenanza municipal expresan lo siguiente:

Art. 1.- La presente ordenanza tiene por objeto establecer normas de convivencia ciudadana, que conlleven a la promoción, preservación de la seguridad ciudadana y la prevención de la violencia social, procurando el ejercicio de los derechos y pleno goce de los espacios públicos y privados del municipio, basándose en la armonía, respeto, tranquilidad, solidaridad y búsqueda de la resolución alternativa de conflictos si fuera necesario.
Art. 42.- El/la que molestare, hostigare, perturbare o maltratare verbal o psicológicamente a niño, niña, adolescentes o adultos mayores, y/o personas de diversidad sexual, siempre que no constituya falta o delito penal; será sancionado/a con multa de cien a doscientos dólares de los Estados Unidos de América.

La Paz
Ordenanza reguladora de los espacios públicos y privados libres de violencia contra las mujeres, niños/as y adolescentes (Distrito de Santa María Ostuma, La paz centro): Esta ordenanza municipal la cual entró en vigencia el 15 de diciembre de 2013, la cual tiene la finalidad de garantizar la seguridad ciudadana y prevenir la violencia contra las mujeres, niños, niñas, adolescentes y, a la vez, prevenir la violencia social en los espacios públicos y privados del Municipio. En el capítulo I de esta ordenanza, destaca el artículo 4, el cual establece que el fin de la ordenanza (espacios públicos y privados libres de violencia) será en beneficio para todos los habitantes del municipio; es así como el artículo 4 prohíbe toda forma de discriminación en el municipio, incluyendo la discriminación por motivos de orientación sexual e identidad de género, ya que la Identidad Sexual (tal como se menciona en el Art. 4) comprende lo que es la orientación sexual e identidad de género, por ende, la protección aplica.
Los artículos 1, 3 y 4 de esta ordenanza municipal expresan lo siguiente:

Art. 1.- Objeto de la ordenanza.
La presente Ordenanza tiene por objeto la regulación de los espacios públicos municipales y privados libres de violencia contra las mujeres, niños, niñas y adolescentes y al desarrollo de acciones positivas, además se pretende disminuir las desigualdades en los espacios públicos municipales existentes y contribuir al desarrollo local promoviendo los derechos humanos de las mujeres y al derecho de la convivencia pacífica entre mujeres y hombres.
Art. 3.- Ámbito de aplicación.
La presente Ordenanza tiene aplicación en el Municipio de Santa María Ostuma, en los espacios públicos y privados donde haya concentración de personas, que realizan actividades de esparcimiento como: canchas de fútbol, parques, ríos, calles, caminos, lavaderos públicos, casas comunales.
Art. 4.- Sujetos de derechos.
La presente Ordenanza se aplicará en beneficio de las mujeres, niños, niñas, adolescentes, y población en general, sin distinción de edad, que vivan o se encuentren en el Municipio, para ello se prohíbe toda forma de discriminación, entendida ésta, como distinción, exclusión, restricción o diferenciación arbitraria basada en el  sexo, la edad, identidad sexual, estado familiar, procedencia rural o urbana,  origen étnico, condición económica, nacionalidad, religión o creencias, discapacidad física psíquica o sensorial, o cualquier causa análoga, sea que provenga del gobierno local, de sus agentes o de particulares.

La Unión
Ordenanza municipal para la atención y protección de la persona migrante y su familia (Distrito de Pasaquina, La unión norte): Esta ordenanza municipal entró en vigencia el 28 de septiembre de 2022, la cual tiene la finalidad de regular la atención y protección que la municipalidad de Pasaquina, brindará a la persona migrante y su familia mediante la implementación de diferentes políticas, programas y proyectos; encaminados al pleno respeto de los derechos fundamentales reconocidos en diferentes legislaciones y normativas nacionales e internacionales, promoviendo el bienestar común de todos los habitantes sin distinción alguna por motivos de raza, sexo, edad, religión, nacionalidad, credo político y cultura. Cabe destacar que esta ordenanza ha sido replicada en otros distritos del país.
Los artículos 3, 11 y 15 de esta ordenanza municipal expresan lo siguiente:

Art. 3.- Definiciones.
Grupo vulnerable: Según el contexto, cualquier grupo o sector de la sociedad (menores; ancianos; personas con discapacidad; minorías étnicas o religiosas; migrantes, en particular los que están en situación irregular; o personas de sexo, orientación sexual e identidad de género diversos) que corren mayor riesgo de ser  objeto  de  prácticas  discriminatorias,  violencia,  desventajas sociales  o  dificultades  económicas  en comparación con otros grupos dentro de un Estado. Estos grupos también corren mayor peligro en periodos de conflicto, crisis o desastre.
Igualdad de género: Igualdad de derechos, obligaciones y oportunidades de todas las personas, independientemente de su identidad de género.
Art. 11.- Uso de espacios públicos.
Todas las personas, en igualdad de condiciones, tienen derecho al uso y disfrute de los espacios públicos del Municipio  de  Pasaquina,  únicamente  supeditados  a  su  conservación, utilizar  adecuadamente  las  zonas verdes y áreas de recreación de las localidades, comunidades, colonias, residencias o parques, a gestionar las autorizaciones y permisos según sea el caso y a cumplir con las normas de convivencia pacífica. La Municipalidad velará para que los espacios públicos no sean utilizados para realizar cualquier tipo de acto público de discriminación, concentración masiva que incite a la intolerancia y odio hacia determinado sector, grupos de personas o que menoscabe la sana convivencia, garantizando en todo sentido el derecho de reunirse pacíficamente y sin armas para cualquier objeto lícito.
Art. 15.- Acompañamiento de población vulnerable.
Si es del conocimiento de las autoridades municipales, el cometimiento de un acto discriminatorio por parte de terceros; que afecte o perturbe la integridad física de personas o grupos de personas vulnerables como niños y niñas, jóvenes, mujeres, población LGTBI+ o de escasos recursos económicos, el municipio deberá coordinar con las Instituciones competentes; a través de los miembros de la Comisión Municipal de Protección a la Persona Migrante, para brindar pronta atención a las personas afectadas, para esto se pueden  establecer convenios, cartas de entendimiento y/o protocolos de acción definidos.

Ordenanza municipal para la atención y protección de la persona migrante y su familia (Distrito de La Unión, La unión sur): Esta ordenanza municipal entró en vigencia el 8 de octubre de 2022, la cual tiene la finalidad de regular la atención y protección que la municipalidad de La Unión, brindará a la persona migrante y su familia mediante la implementación de diferentes políticas, programas y proyectos; encaminados al pleno respeto de los derechos fundamentales reconocidos en diferentes legislaciones y normativas nacionales e internacionales, promoviendo el bienestar común de todos los habitantes sin distinción alguna por motivos de raza, sexo, edad, religión, nacionalidad, credo político y cultura. Cabe destacar que esta ordenanza ha sido replicada en otros distritos del país.
Los artículos 3, 11 y 15 de esta ordenanza municipal expresan lo siguiente:

Art. 3.- Definiciones.
Grupo vulnerable: Según el contexto, cualquier grupo o sector de la sociedad (menores de 18 años; adultos mayores; personas con discapacidad; minorías étnicas o religiosas; migrantes, en particular los que están en situación irregular; o personas de sexo, orientación sexual e identidad de género diversos) que corren mayor riesgo de ser objeto de prácticas discriminatorias, violencia, desventajas sociales  o  dificultades económicas  en comparación con otros grupos dentro de un Estado. Estos grupos también corren mayor peligro en periodos de conflicto, crisis o desastre.
Igualdad de género: Igualdad de derechos, obligaciones y oportunidades de todas las personas, independientemente de su identidad de género.
Art. 11.- Uso de espacios públicos.
Todas las personas, en igualdad de condiciones, tienen derecho al uso y disfrute de los espacios públicos del Municipio de La Unión, únicamente supeditados a su conservación, utilizar adecuadamente las zonas verdes y áreas de recreación de las localidades, comunidades, colonias, residencias o parques, a gestionar las autorizaciones y permisos según sea el caso y a cumplir con las normas de convivencia pacífica. La Municipalidad velará para que los espacios públicos no sean utilizados para realizar cualquier tipo de acto público de discriminación, concentración masiva que incite a la intolerancia hacia determinado sector, grupos de personas o que menoscabe la sana convivencia, garantizando en todo sentido el derecho de reunirse pacíficamente y sin armas para cualquier objeto lícito
Art. 15.- Acompañamiento de población vulnerable.
Si es del conocimiento de las autoridades municipales, el cometimiento de un acto discriminatorio ocurrido en flagrancia por parte de terceros; que afecte o perturbe la integridad física de personas o grupos de personas migrantes  vulnerables como  niños  y  niñas,  adolescentes,  jóvenes, mujeres, población LGTBI+ o de escasos recursos económicos, el municipio deberá coordinar con las instituciones competentes, a través de los miembros de la Comisión Municipal de Protección a la Persona Migrante, a fin de brindar pronta atención a las personas  afectadas. Para esto se pueden establecer convenios, cartas de entendimiento y/o protocolos de acción definidos.

San Salvador
Ordenanza reguladora de elementos publicitarios (Distrito de San Salvador, San salvador centro): Esta ordenanza municipal, emitida en agosto de 2012, tiene por objeto regular la ubicación, instalación, modificación y retiro de toda clase de elementos publicitarios instalados o a instalar en el espacio público o visto desde el espacio público en el Municipio de San Salvador. El artículo 15, literal "I", prohíbe la instalación de elementos publicitarios que tengan contenido de menosprecio, odio, crueldad, encaminados a la burla, desacreditación o degradación de personas, basado en discriminación e irrespeto por motivos de orientación sexual e identidad de género. Esta ordenanza municipal fue reformada a finales de 2020 para incluir el literal "I".
El artículo 15, literal "I", de esta ordenanza municipal expresa lo siguiente:

Art. 15. Se prohíbe la instalación de elementos publicitarios en los siguientes casos:

i) Instalar publicidad que contenga imágenes o mensajes con publicidad sexista contra las mujeres, que promueva la agresividad, malos tratos o discriminación contra su dignidad e igualdad, así como publicidad con contenido de menosprecio, odio, crueldad, encaminados a la burla, desacreditación o degradación de personas, basado en discriminación e irrespeto por su condición personal, física, credo, sexo, identidad de género u orientación sexual, o maltrato animal.

Ordenanza municipal para la prevención de la discriminación e intolerancia (Distrito de San Salvador, San salvador centro): A finales de diciembre de 2019, el consejo municipal de San Salvador emitió el Decreto Número 51, o como se le conoce por su nombre técnico: Ordenanza Municipal para la Prevención de la Discriminación e Intolerancia. Esta ordenanza tiene la finalidad de prevenir y sancionar cualquier acto de discriminación en los espacios públicos del municipio de San Salvador por motivos de orientación sexual e identidad de género.
Algunos de los artículos más importantes de esta ordenanza municipal son los siguientes:

Art. 10.- Prevención en Espacios Públicos.

Todas las personas, en igualdad de condiciones, tienen derecho al uso y disfrute de los espacios públicos del Municipio de San Salvador, únicamente supeditados a su conservación, utilizar adecuadamente las zonas verdes y áreas de recreación de las localidades, comunidades, colonias, residencias o parques, a gestionar las autorizaciones y permisos según sea el caso y a cumplir con las normas de convivencia establecidas en la legislación y ordenanzas respectivas. La Municipalidad velará para que los espacios públicos no sean utilizados para realizar cualquier tipo de acto público de discriminación, concentración masiva que incite a la intolerancia y odio hacia determinado sector, grupos de personas o que menoscabe la sana convivencia, garantizando en todo sentido, el derecho de reunirse pacíficamente y sin armas para cualquier objeto lícito.
Art. 15.- Impedir Acceso a Servicios Públicos.
Impedir el acceso a un servicio público brindado por la Municipalidad, concesionario de la Municipalidad, sociedad de economía mixta en los cuales el Municipio sea socio público, puesto o local comercial arrendado a la Municipalidad, con clara alusión a que se excluye a la persona por su condición personal, física, credo, sexo, identidad de género u orientación sexual.
Art. 16.- Acoso en Espacios Públicos por Orientación Sexual. 
Proferir expresiones, frases, tocamiento, señas u otra conducta inequívoca de naturaleza sexual, hostilidad física o psicológica de forma insistente, que altere el orden y la convivencia en lugares públicos y denigre la dignidad de la persona, basado en discriminación e irrespeto por identidad de género u orientación sexual.  
Art. 17.- Limitar o Restringir el Libre Tránsito en Espacios Públicos.
Limitar o restringir el libre tránsito, acceso y/o permanencia en espacios públicos y zonas recreativas con clara alusión a la condición personal, física, credo, sexo, identidad de género u orientación sexual de las personas. 
Art. 18.- Expresiones Crueles o Discriminatorias.

Elaborar, publicar, difundir imágenes, mensajes, expresiones verbales o no verbales, en los espacios públicos, elementos publicitarios o instalaciones utilizadas por la Municipalidad, con contenido de menosprecio, odio, crueldad, encaminados a la burla, desacreditación o degradación de personas, basado en discriminación e irrespeto por su condición personal, física, credo, sexo, identidad de género u orientación sexual.
Decreto Número 51

Ordenanza reguladora de los mercados de la ciudad de San Marcos (Distrito de San Marcos, San salvador sur): Esta ordenanza distrital entró en vigencia en agosto de 2023, la cual tiene por objeto regular la dirección, control, ordenamiento, organización y ejecución de actividades que se desarrollan en los mercados de la ciudad del distrito de San Marcos, estableciendo las infracciones, sanciones y procedimientos para mantener el orden, el respeto a la integridad y dignidad humana, la armonía y corresponsabilidad en la calidad del servicio entre la administración, las personas adjudicatarias, usuarias y la población en general. Esta ordenanza da el derecho a las personas LGBTI+ a acceder a los bienes y servicios que se ofrecen en los mercados de la ciudad de este distrito, así como a ser tratados con respeto y sin discriminación. Cabe destacar que esta ordenanza ha sido replicada en otros distritos del país, sin embargo, algunos distritos no han incluido explícitamente a las personas LGBTI+ como en esta ordenanza.
Los artículos 5, 6, 70 y 71 de esta ordenanza municipal expresan lo siguiente:

Art.  5.- Las definiciones necesarias para la comprensión y aplicación de la presente ordenanza son las siguientes:
Poblaciones en situación de vulnerabilidad: Grupos poblacionales que no tienen las condiciones que les permiten alcanzar su desarrollo; entre otras condiciones se pueden mencionar la pobreza, riesgo social, discapacidad, barreras sociales, físicas, culturales, idiomáticas y económicas, etc.
Procesos inclusivos y participativos: Son los que integran a las personas adjudicatarias, comerciantes y usuarias de manera individual o colectiva en todas sus diferentes expresiones y condiciones (mujeres, hombres, personas con discapacidad, adultas mayores, población urbana o rural, lesbiana, gay, bisexual, transexual, intersexual (LGBTI+) en el proceso de diseño, planificación, implementación, evaluación de las acciones vinculadas a la prestación del servicio de mercado.
Art.  6.- Las actuaciones de los funcionarios municipales, la administración de mercados, personas arrendatarias, proveedores y personas usuarias estará sujeta a los siguientes principios rectores:
a) Principio de dignidad humana: implica respeto, promoción, vigencia y defensa de los derechos humanos de todas las personas, sin importar su origen, género, situación social, credo religioso, pensamiento político, o cualquier otra circunstancia.
b) Principio de igualdad: toda persona tiene derecho a convivir en un ambiente de respeto, tranquilidad y bienestar, garantizando el ejercicio igualitario de sus derechos, libertades y deberes, sin distinción alguna.
e) Principio de inclusión social: En los mercados y su dinámica existen factores necesarios para que una persona disfrute de una vida segura y productiva como miembro totalmente integrado en la sociedad, independientemente de su raza, origen étnico, género u orientación sexual, etc.
f) Principio de participación ciudadana: Las medidas a adoptar e implementar en la comercialización de productos y prestación de servicios en el municipio propiciarán la incorporación de las personas arrendatarias y compradoras en su diversidad (mujeres, hombres, personas jóvenes, adultas mayores, con discapacidad; población lesbiana, gay, bisexual, transexual, intersexual (LGBTIQ+) en la toma de decisiones, en la implementación de acciones, en la contraloría y en la corresponsabilidad por el desarrollo.
Art. 70.- Son derechos de las personas usuarias de los mercados:
a) Ser tratadas con respeto y consideración.
c) A comprar en los puestos de su elección, sin presión, discriminación o abuso de ninguna clase.
Art. 71.-Son deberes de las personas usuarias de los mercados:
a) Tratar con respeto y consideración a las personas arrendatarias y autorizadas, así como al personal de mercados y al público en general.

San Vicente
Ordenanza para la convivencia ciudadana y de prevención de la violencia contra las mujeres en espacios públicos y privados (Distrito de Tecoluca, San vicente sur): Esta ordenanza municipal entró en vigencia el 25 de septiembre de 2013, la cual tiene la finalidad promover en la población la prevención de la violencia desde la convivencia ciudadana; fomentando una cultura de respeto a la no violencia contra las mujeres, niñez, adolescencia y violencia social en el municipio. En el capítulo I de esta ordenanza, destaca el artículo 4, el cual para prevenir la violencia en espacios públicos y privados, prohíbe toda forma de discriminación en el municipio, incluyendo la discriminación por motivos de orientación sexual e identidad de género, ya que la Identidad Sexual (tal como se menciona en el Art. 4) comprende lo que es la orientación sexual e identidad de género, por ende, la protección aplica.
Los artículos 1 y 4 de esta ordenanza municipal expresan lo siguiente:

Art. 1.- La presente Ordenanza para la Convivencia Ciudadana y de prevención de la violencia contra las mujeres tiene por objeto velar por el orden, el bien común y la convivencia armónica de los habitantes del Municipio, estableciendo normas que regulen aquellas conductas que afectan especialmente a las mujeres y otros grupos vulnerables como la niñez, adolescentes y adultos mayores.
Art. 4.- La presente ordenanza se aplicará en beneficio de las mujeres, niñez y adolescentes sin distinción de edad, que se encuentren en el Municipio, para ello se prohíbe toda forma de discriminación entendida ésta como distinción, exclusión, restricción o diferenciación arbitraria basada en el sexo, la edad, identidad sexual, estado familiar, procedencia rural o urbana, origen étnico, condición económica, nacionalidad, religión o creencias, discapacidad física, psíquica o sensorial o cualquier causa análoga.

Santa Ana
Ordenanza de los mercados municipales de la ciudad de Santa Ana (Distrito de Santa Ana, Santa ana centro): Esta ordenanza distrital entró en vigencia en marzo de 2023, la cual tiene por objeto la regulación de la dirección, control, ordenamiento, organización y ejecución de actividades que se desarrollan en los mercados municipales de la ciudad de Santa Ana. Esta ordenanza da el derecho a las personas LGBTI+ a acceder a los bienes y servicios que se ofrecen en los mercados de la ciudad de este distrito, así como a ser tratados con respeto y sin discriminación. Cabe destacar que esta ordenanza ha sido replicada en otros distritos del país, sin embargo, algunos distritos no han incluido explícitamente a las personas LGBTI+ como en esta ordenanza.
Los artículos 5, 38 y 39 de esta ordenanza municipal expresan lo siguiente:

Art. 5.- Las actuaciones de los funcionarios municipales, la administración de mercados, personas arrendatarias, proveedores y personas usuarias estarán sujetas a los siguientes principios rectores:
a) Principio de dignidad humana: Implica respeto, promoción, vigencia y defensa de los derechos humanos de todas las personas, sin importar su origen, género, situación social, credo religioso, pensamiento político, o cualquier otra circunstancia.
b) Principio de igualdad: Toda persona tiene derecho a convivir en un ambiente de respeto, tranquilidad y bienestar, garantizando el ejercicio igualitario de sus derechos, libertades y deberes, sin distinción alguna.
e) Principio de inclusión social: En los mercados y su dinámica, existen factores necesarios para que una persona disfrute de una vida segura y productiva, como miembro totalmente integrado en la sociedad, independientemente de su raza, origen étnico, género u orientación sexual, entre otros.
f) Principio de participación ciudadana: Las medidas a adoptar e implementar en la comercialización de productos y prestación de servicios en el municipio propiciarán la incorporación de las personas arrendatarias y compradoras en su diversidad (mujeres, hombres, personas jóvenes, adultas mayores, con discapacidad; población lesbiana, gay, bisexual, transexual, intersexual (LGBTIQ+) en la toma de decisiones, en la implementación de acciones, en la contraloría y en la corresponsabilidad por el desarrollo.
Art. 38.- Son derechos de las personas usuarias de los mercados:
a) Ser tratadas con respeto y consideración.
Art. 39. Son deberes de las personas usuarias de los mercados: 
a) Tratar con respeto y consideración a las personas arrendatarias y autorizadas, así como al personal de mercados y al público en general.

Ordenanza municipal para la atención y protección de la persona migrante y su familia (Distrito de San Antonio Pajonal, Santa ana oeste): Esta ordenanza municipal entró en vigencia el 28 de septiembre de 2022, la cual tiene la finalidad de regular la atención y protección que la municipalidad de Pasaquina, brindará a la persona migrante y su familia mediante la implementación de diferentes políticas, programas y proyectos; encaminados al pleno respeto de los derechos fundamentales reconocidos en diferentes legislaciones y normativas nacionales e internacionales, promoviendo el bienestar común de todos los habitantes sin distinción alguna por motivos de raza, sexo, edad, religión, nacionalidad, credo político y cultura. Cabe destacar que esta ordenanza ha sido replicada en otros distritos del país.
Los artículos 3, 11 y 15 de esta ordenanza municipal expresan lo siguiente:

Art. 3. - Definiciones.
Grupo vulnerable: Según el contexto, cualquier grupo o sector de la sociedad (menores; ancianos; personas con discapacidad; minorías étnicas o religiosas; migrantes, en particular los que están en situación irregular; o personas de sexo, orientación sexual e identidad de género diversos) que corren mayor riesgo de ser objeto de prácticas discriminatorias, violencia, desventajas sociales o dificultades económicas en comparación con otros grupos dentro de un Estado. Estos grupos también corren mayor peligro en periodos de conflicto, crisis o desastre.
Igualdad de género: Igualdad de derechos, obligaciones y oportunidades de todas las personas, independientemente de su identidad de género.
Art. 11. - Uso de espacios públicos.
Todas las personas, en igualdad de condiciones, tienen derecho al uso y disfrute de los espacios públicos del Municipio de San Antonio Pajonal, únicamente supeditados a su conservación, utilizar adecuadamente las zonas verdes y áreas de recreación de las localidades, comunidades, colonias, residencias o parques, a gestionar las autorizaciones y permisos según sea el caso y a cumplir con las normas de convivencia pacífica.
La Municipalidad velará para que los espacios públicos no sean utilizados para realizar cualquier tipo de acto público de discriminación, concentración masiva que incite a la intolerancia y odio hacia determinado sector, grupos de personas o que menoscabe la sana convivencia, garantizando en todo sentido el derecho de reunirse pacíficamente y sin armas para cualquier objeto lícito.
Art. 15. - Acompañamiento de población vulnerable.
Si es del conocimiento de las autoridades municipales, el cometimiento de un acto discriminatorio que afecte o perturbe la integridad física de personas o grupos de personas vulnerables como niños y niñas, jóvenes, mujeres, población LGTBI+ o de escasos recursos económicos, el municipio deberá coordinar con las Instituciones competentes; a través de los miembros de la Comisión  Municipal  de  Protección a  la  Persona Migrante, para brindar pronta atención a las personas afectadas, para esto se pueden establecer convenios, cartas de entendimiento y/o protocolos de acción definidos.

Sonsonate
Ordenanza del mercado municipal de la ciudad de armenia (Distrito de Armenia, Sonsonate este): Esta ordenanza distrital entró en vigencia en septiembre de 2023, la cual tiene por objeto regular la organización, funcionamiento y control de los mercados de la ciudad de Armenia. Estableciendo en esta ordenanza las infracciones, sanciones y procedimientos para mantener el orden, el respeto a la integridad y dignidad humana, la armonía y corresponsabilidad en la calidad del servicio entre la administración, las personas adjudicatarias, usuarias y la población en general. Esta ordenanza da el derecho a las personas LGBTI+ a acceder a los bienes y servicios que se ofrecen en los mercados de la ciudad de este distrito, así como a ser tratados con respeto y sin discriminación. Cabe destacar que esta ordenanza ha sido replicada en otros distritos del país, sin embargo, algunos distritos no han incluido explícitamente a las personas LGBTI+ como en esta ordenanza.
Los artículos 3, 4 y 27 de esta ordenanza municipal expresan lo siguiente:

ARTÍCULO 3.- Para los efectos de la presente ordenanza se entiende por:
Poblaciones en situación de vulnerabilidad: Grupos poblacionales que no tienen las condiciones que les permiten alcanzar su desarrollo; entre otras condiciones se pueden mencionar la pobreza, riesgo social, discapacidad, barreras sociales, físicas, culturales, idiomáticas y económicas, etc.
Procesos inclusivos y participativos: Que integren a las personas adjudicatarias, comerciantes y usuarias de manera individual o colectiva en todas sus diferentes expresiones y condiciones (mujeres, hombres, personas con capacidades especiales, adultas mayores, población urbana o rural, lesbiana, gay, bisexual, transexual, intersexual (LGBTI)) en el proceso de diseño, planificación, implementación, evaluación de las acciones vinculadas a la prestación del servicio de mercado.
ARTÍCULO 4.- Las actuaciones de los Funcionarios Municipales, la Administración de Mercados, personas adjudicatarias y usuarias estará sujeta a los siguientes principios rectores:
a) Principio de Dignidad Humana: implica respeto, promoción, vigencia y defensa de los derechos humanos de todas las personas, sin importar su origen, género, situación social, credo religioso, pensamiento político, o cualquier otra circunstancia.
b) Principio de Igualdad: toda persona tiene derecho a convivir en un ambiente de respeto, tranquilidad y bienestar, garantizando el ejercicio igualitario de sus derechos, libertades y deberes, sin distinción alguna.
e) Principio de Inclusión Social: en el mercado y su dinámica existen los factores necesarios para que una persona disfrute de una vida segura y productiva como un miembro totalmente integrado en la sociedad, independientemente de su raza, origen étnico, género u orientación sexual, etc.
f) Principio de Participación Ciudadana: las medidas a adoptar e implementar en la comercialización de productos en el municipio propiciarán la incorporación de las personas adjudicatarias, comerciantes y usuarias en su diversidad (mujeres, hombres, personas jóvenes, adultas mayores, con capacidades especiales; población lesbiana, gay, bisexual, transexual, intersexual (LGBTI)) en la toma de decisiones, en la implementación de acciones, en la contraloría y en la corresponsabilidad por el desarrollo.
ARTÍCULO 27.- Las personas adjudicatarias tendrán los siguientes derechos:
c) Recibir de parte del equipo municipal (administración, cuerpos de seguridad u otro) un trato digno, de respeto a su integridad, sin ningún tipo de discriminación o acoso por su edad, sexo, color, género, orientación sexual, religión, ideas.
d) Tener un ambiente libre de violencia, especialmente hacia las mujeres, la niñez y las personas LGBTI+.

### Leyes sobre amenazas, crímenes de odio e incitación al odio
Coacción y Amenazas
El artículo 155 (agravaciones especiales de los artículos 153 y 154) del Código penal, el cual fue modificado en 2015 por el Decreto No.106/2015, condena la coacción y las amenazas que fueren motivadas por la orientación sexual e identidad y expresión de género.
Los artículos 153, 154 y 155 del Código Penal expresan lo siguiente:

COACCIÓN
Art.153.- El que por medio de violencia obligare a otro a realizar, tolerar u omitir alguna acción, será sancionado con prisión de uno a tres años.
Cuando la coacción ejercida tuviere por objeto impedir el ejercicio de un derecho fundamental, se impondrá la pena de prisión de dos a cuatro años.
UTILIZACIÓN DELICTIVA DE PERSONAS EN SITUACIÓN DE VULNERABILIDAD
Art. 153-A.- El  que  indujere,  facilitare,  utilizare,  obligare,  promoviere  o  instrumentalizare a  niños,  niñas, adolescentes, adultos mayores, personas con discapacidad, mujeres en estado de gravidez o cualquier persona en condición de vulnerabilidad para cometer delitos, será sancionado con prisión de quince a veinte años.
AMENAZAS
Art. 154.- El que amenazare a otro con producirle a él o a su familia, un daño que constituyere delito, en sus personas, libertad, libertad sexual, honor o en su patrimonio, será sancionado con prisión de uno a tres años.
AGRAVACIÓN ESPECIAL
Art. 155.- En  los  casos  de  los  dos  artículos  anteriores  se  considerarán  agravantes  especiales,  si  se cometieren con alguna de las circunstancias siguientes:
05) Si las amenazas fueren motivadas por odio racial, étnico, religioso, político, a la identidad y expresión de género o la orientación sexual.
Código penal de El Salvador

Crímenes de odio
El artículo 129 del Código Penal, el cual fue modificado en 2015 por el Decreto No.106/2015, agrava el delito de homicidio cuando está motivado por la orientación sexual o la identidad y expresión de género de la víctima, llegando a penas de hasta 60 años de prisión para los homicidios motivados por el odio.
El artículo 129 del Código Penal expresa lo siguiente:

Art. 129.- Se considera homicidio agravado el cometido con alguna de las circunstancias siguientes:
11) Cuando fuere motivado por odio racial, étnico, religioso, político, a la identidad y expresión de género o la orientación sexual.
En el caso del numeral 11, la pena será de treinta a cincuenta años de prisión.
Código penal de El Salvador

Incitación al odio
A pesar de que existen leyes que penalizan la coacción y las amenazas, así como los crímenes de odio motivados por la orientación sexual o la identidad y expresión de género, no existen leyes que criminalicen la incitación al odio, de igual forma, tampoco se criminaliza el discurso de odio.

### Ley de Identidad de Género
La comunidad LGBTI+ salvadoreña ha sido uno de los sectores de la población que ha presenciado más de cerca las consecuencias del sistema conservador y antiderechos que ha sido construido a lo largo de los años. La población trans en particular, es aún más susceptible a sufrir las consecuencias de este sistema; el limitado acceso a servicios básicos como el sistema de salud o el sistema educativo, la alta tasa de discriminación y la exclusión en el ámbito laboral, son por mencionar, algunas de las situaciones que la población trans enfrenta en el día a día; todos estos problemas de desigualdad, radican en la aprobación de una Ley de Identidad de Género.
El 22 de marzo de 2018 fue presentado el anteproyecto de la Ley de Identidad de Género, a manos del Grupo Parlamentario del FMLN y las organizaciones que integran la Mesa Permanente por una Ley de Identidad de Género en El Salvador, esperando que fuera analizada y aprobada en el pleno legislativo. La propuesta de ley pasó a manos de la Comisión de la Mujer y la Igualdad de Género, donde se esperaba que se comenzara una discusión en torno a ella y fuera aprobada para ponerla a votación en el Salón Azul, sin embargo, el anteproyecto de ley no volvería a ver la luz sino hasta más de 3 años después, pero solo para ser desestimada y archivada junto a otro anteproyecto de ley el cual buscaba promover la igualdad y la equidad. En el 2020, diversas organizaciones LGBTI+ protestaron ante la falta de interés de la asamblea legislativa por aprobar la propuesta de ley de identidad de género presentada en el 2018. El 2 de julio de 2020 se presentó una solicitud de información a la asamblea legislativa, la cual no entregó una respuesta. En el 2021, se presentó nuevamente una solicitud de información por parte de la Mesa Permanente por una Ley de Identidad de Género en El Salvador, y de manera simultánea se solicitaba la aprobación de la ley a la asamblea legislativa saliente, la cual no presentó ningún avance. El 14 de mayo de 2021, el anteproyecto de Ley de Identidad de Género, junto al anteproyecto de la Ley Especial por la Igualdad y la No Discriminación (LEID), fueron desestimados y desechados por la comisión legislativa, bajo la excusa de que ambos anteproyectos de ley estaban “Obsoletos y No acordes a la realidad”. El 20 de agosto de 2021, la Mesa Permanente por una Ley de Identidad de Género en El Salvador presentó nuevamente a la asamblea legislativa una nueva iniciativa de Ley de Identidad de Género, bajo el nombre de: Ley de Identidad. La propuesta de ley fue recibida en la asamblea legislativa por diputados del FMLN y Nuestro Tiempo.
En el 2022, la situación de los derechos de las personas trans comienza a mejorar y progresar significativamente. En una resolución del 22 de febrero de 2022, la Sala de lo Constitucional de la Corte suprema de Justicia (CSJ), ordenó a la Asamblea Legislativa que, en el plazo de un año emita reformas a la Ley del Nombre de la Persona Natural para que las personas trans puedan cambiar su nombre de acuerdo a su identidad de género. La Sala también indicó que la falta de regulación y condiciones para que una persona cambie su nombre por razones de identidad de género provoca un 'acto discriminatorio no justificado'. El 17 de marzo de 2022, Bianka Rodríguez, activista por los derechos de las personas trans en El Salvador, se convirtió en la primera mujer trans en poder modificar legalmente su nombre en sus documentos de acuerdo a su identidad de género. El 27 y 28 de julio se llevó a cabo en la ciudad de San Salvador el primer Congreso Nacional de Medicina Sexual, Salud Transgénero y Sexología, un evento realizado por la organización DIKÉ LGBT+. El 19 de agosto, Aldo Peña, se convirtió en el primer hombre trans en poder modificar legalmente su identidad en sus documentos, de acuerdo a su identidad de género.

### PNC, CAM y Fuerzas Armadas
Los ciudadanos LGBTI+ de El Salvador pueden servir abiertamente en todas las fuerzas del orden público, ya sea en la Policía Nacional Civil (PNC), en las fuerzas del Cuerpo de Agentes Metropolitanos (CAM) o en las Fuerzas Armadas, sin embargo, a pesar de que no hay ningún impedimento para que los ciudadanos LGBTI+ se puedan unir a cualquiera de las fuerzas anteriormente nombradas, no existe ninguna ley o norma que impida la discriminación por motivos de orientación sexual e identidad y expresión de género hacia aquellos que se identifiquen como LGBTI+ y formen parte, ya sea de la PNC, el CAM o las Fuerzas Armadas.
Ya han ocurrido múltiples casos en los cuales se han discriminado, atacado y expulsado a miembros de la PNC o las Fuerzas Armadas por identificarse como LGBTI+, hace unos años se dio el caso de Àlex Peña, un hombre transgénero el cual trabaja en el Cuerpo de Agentes Metropolitanos de San Salvador. En el 2015 estuvo cerca de morir, Alex regresaba a su casa en autobús, luego de la marcha del orgullo LGBT. En el camino intercambió algunas palabras acaloradas con el conductor del autobús. El conductor detuvo el bus en una estación de policía y llamó a los agentes que estaban afuera. Cuando Alex bajó del autobús, fue enfrentado por siete policías, algunos de los cuales estaban fuera de servicio y vestidos de civil; lo tomaron por el cuello y comenzaron a golpearle, pateándole repetidamente la cabeza y las costillas. Posteriormente, ocho agentes de policía más se sumaron al ataque. Alex terminó inconsciente, con la cavidad del ojo y la mandíbula fracturadas debido a la golpiza. Luego, los agentes de policía lo llevaron a la comisaría detenido, con la excusa de que Alex había supuestamente agredido al conductor del autobús. Los policías dejaron a Alex boca abajo en el suelo, esposado y con los pies atados.
Pocos días después de haber sido brutalmente golpeado, Alex debió comparecer en una audiencia acusado de haber agredido a los oficiales de policía. El propio juez consideró ridículo que Alex, visiblemente herido y reducido a usar una silla de ruedas, fuera acusado de atacar a los policías, que resultaron ilesos. A pesar de todo esto, el defensor público asignado para su caso presionó a Alex para que se declarase culpable y negociara su condena. Su abogado le informó que, si los fiscales habían dejado avanzar el caso hasta esa etapa, era porque probablemente no creyeron en su historia, y ello presagiaba un mal resultado. Alex no se dejó intimidar y continuó el caso, hasta que finalmente fue absuelto de los cargos en su contra.
La sentencia absolutoria de Alex abrió camino para que éste iniciara una denuncia en contra de los policías en noviembre de 2016. Luego de la investigación por parte de la unidad disciplinaria de la policía, el caso fue remitido a la Fiscalía General de la República. De los aproximadamente 15 oficiales de policía involucrados en la brutal golpiza contra Alex, solo siete fueron procesados -los siete oficiales que Alex pudo identificar-. De este grupo, el juez rechazó los cargos contra tres de ellos en la primera etapa, y otro policía fue absuelto. Sólo dos agentes fueron enjuiciados y condenados. El principal autor e instigador del ataque escapó a la acusación penal cuando el juez de información omitió su nombre en la acusación, durante la segunda etapa del juicio. Los cargos contra este policía siguen pendientes en la Fiscalía, mientras que él sigue cumpliendo funciones en la PNC.
Por otra parte, también está el caso del teniente de las Fuerzas Armadas, Cristian Adalberto Castro Grijalva, quien fue dado de baja debido a su orientación sexual por un lapso de dos años, luego de que en octubre de 2020, el Tribunal de Honor de la Fuerza Armada recomendara ese castigo por “conducta pública o privada notoriamente inmoral o contraria a las buenas costumbres o al orden público”. A pesar de que los abogados del oficial apelaron el dictamen del Tribunal de Honor porque, según los letrados, en el proceso administrativo fueron violados varios derechos del militar, el Alto Mando de la Fuerza Armada avaló la decisión, dando de baja al oficial.
A principios de febrero de 2022, Comcavis Trans y Ormusa, presentaron los resultados de un estudio de “casos que evidencian la discriminación y violencia contra la población LGBTI en El Salvador”, el estudio reveló que el 65% de la población LGBTI ha sido discriminada por agentes municipales, así como por oficiales de policía de la PNC. Los resultados del estudio van en sintonía con un informe de la organización internacional Human Rights Watch (HRW), publicado en 2021, que indicó que las personas LGBTI en El Salvador enfrentan “actos de tortura, trato inhumano o degradante, uso excesivo de la fuerza, detenciones ilegales y arbitrarias y otras formas de abuso; muchos de estos actos cometidos por agentes de seguridad pública”.

## Condiciones sociales

### Violencia contra la comunidad LGBTI+
Durante la transición de la niñez a la adolescencia los niños sufren cambios drásticos en torno a su sexualidad, pues algunos jóvenes desarrollan su orientación sexual de una manera diferente a la tradicional y esto los lleva a sufrir cierto tipo de agresiones. Las investigaciones demuestran que los niños LGBTI+ tienen más riesgo de sufrir violencia interpersonal, incluyendo acoso y hostigamiento, sobre todo en el entorno escolar, en comparación con los niños heterosexuales de la misma edad. En la situación actual, El Salvador no brinda protección efectiva a sus propios ciudadanos LGBTI+, ni mucho menos a las personas LGBTI+ que huyen de otros contextos de persecución.
Los ciudadanos LGBTI+ de El Salvador se enfrentan a enormes desafíos constantemente, a pesar de que han ocurrido algunos avances en materia de protección contra la discriminación por motivos de orientación sexual e identidad y expresión de género, estos avances son muy limitados y a la vez inexistentes, y el hecho de que el estado Salvadoreño otorgue derechos muy limitados a sus propios ciudadanos es solo parte del problema. Gran parte de la sociedad salvadoreña continúa siendo hostil hacia los miembros del colectivo LGBTI+. El estado Salvadoreño, así como la PNC o la FGR, no llevan un registro de cuantos ciudadanos LGBTI+ han sido asesinados desde la guerra civil, los números varían entre las instituciones del estado, algunas organizaciones LGBTI+ de El Salvador llevan sus propios registros, sin embargo, los números varían igualmente entre los registros de las organizaciones. Algunas organizaciones estiman que han ocurrido más de 600 crímenes de odio entre 1993 y 2017, no obstante, dada la falta de información, es imposible determinar cuántos ciudadanos LGBTI+ han sido asesinados.
El mes de junio de 2009 es considerado uno de los meses más oscuros del colectivo LGBTI+ en El Salvador, dada la cantidad de ciudadanos LGBTI+ asesinados durante ese mes. El caso de Tania y Catalina, en la mañana del 9 de junio del 2009 el cadáver de Catalina fue encontrado boca abajo en una zanja lodosa; había sido estrangulada y golpeada, su amiga Tania continuaba desaparecida. Cuando los amigos de Tania llamaron a su teléfono celular, una voz desconocida amenazó: “Ella va a morir, es lo que se merece.” Siete días más tarde, se encontró su cadáver, estaba parcialmente desmembrado. Ese mismo mes, el cuerpo de un hombre gay de veinticinco años de edad fue encontrado en una bolsa de plástico, sus manos habían sido desmembradas y su cuerpo mutilado, portaba señales de tortura. El 30 de junio se encontró el cuerpo balaceado de un hombre gay de dieciocho años de edad, la evidencia indica que había sido detenido y torturado durante varias horas antes de ser asesinado. Una mujer transgénero fue encontrada a principios de julio, en el fondo de un barranco.
Al menos 23 homicidios de ciudadanos LGBTI+ de los que se tengan registro, fueron cometidos entre enero y septiembre de 2017, según la organización COMCAVIS TRANS. La Fiscalía General de la República, por su parte, solo registraba 5 casos en el primer semestre. Uno de los casos más impactantes de crímenes de odio cometidos contra la comunidad trans en El Salvador fue el asesinato de tres mujeres trans en el departamento de La Paz en febrero de 2017. Dos de las víctimas, de 22 y 29 años, fueron atacadas con arma de fuego en la localidad de San Luis Talpa, después de asistir a una fiesta. Una más, que participó en el sepelio, fue reportada como desaparecida y luego fue encontrada sin vida en las cercanías del municipio de Cuyultitán. Ocho pandilleros fueron arrestados bajo sospecha de este crimen, seis mujeres trans decidieron huir hacia Estados Unidos tras los asesinatos. Para las organizaciones de derechos humanos y activistas, este caso representó una oportunidad para que las autoridades demuestren su capacidad para hacer justicia y cumplir la reforma sobre crímenes de odio echa al código penal en 2015. En febrero de 2021 (4 años después de los asesinatos), 3 pandilleros fueron condenados a penas de 60 y 66 años de prisión respectivamente por los asesinatos ocurridos en febrero de 2017 contra 3 mujeres trans en el departamento de la paz. Esta es la segunda vez que se hace uso del artículo 129 del código penal, el cual eleva la sentencia si el asesinato fuese motivado por la orientación sexual o la identidad y expresión de género de la víctima.
Los informes de la PDHH son muy poco alentadores sobre crímenes de odio por intolerancia a la diversidad sexual. De 19 asesinatos de mujeres trans que esa oficina ha tenido conocimiento, todos están aún en fase de investigación, los casos ocurrieron entre 2009 y 2017. El gobierno salvadoreño, durante una audiencia celebrada en marzo de 2017 ante la Corte Interamericana de Derechos Humanos (CIDH), informó que ha investigado 109 casos de homicidio contra personas LGBTI+ y llevado 12 casos a juicio entre diciembre de 2014 y marzo de 2017. Entre el 27 de octubre y el 21 de noviembre de 2019, se registraron los brutales asesinatos de al menos 4 ciudadanos LGBTI+ en distintos puntos del país, esto según registros oficiales de COMCAVIS TRANS.

### Transexualidad
De todos los ciudadanos LGBTI+ que hay en El Salvador, las personas transexuales son quienes más sufren un alto grado de discriminación, persecución, hostigamiento y poca aceptación en todo sentido. Las personas trans, experimentan un alto grado de discriminación y violencia a nivel social. A nivel institucional, en el 2018 se presentó el anteproyecto de ley de identidad de género en la asamblea legislativa, bajo el grupo parlamentario del FMLN y las organizaciones que integran la Mesa Permanente por una Ley de Identidad de Género en El Salvador, sin embargo, el anteproyecto de ley fue desestimado y archivado en mayo de 2021, bajo la excusa de ser un anteproyecto de ley "Obsoleto y No acorde a la realidad". Las personas trans en El Salvador se enfrentan a enormes problemas en su día a día; el limitado acceso a servicios básicos como el sistema de salud o el sistema educativo, la alta tasa de discriminación y la exclusión en el ámbito laboral, son por mencionar, algunas de las situaciones que la población trans enfrenta en el salvador. Durante su existencia, el Decreto Ejecutivo No.56 prohibía en la actividad de la Administración Pública toda forma de discriminación por razones de identidad de género y/o de orientación sexual, sin embargo, con o sin el decreto, muchas mujeres y hombres trans han tenido que optar por el trabajo ambulante o el trabajo sexual al no tener apertura por parte de la sociedad para incluirse en el mundo laboral. En El Salvador, la expectativa de vida para las personas trans es de 33 años, esto según estudios hechos por diversas instituciones que defienden los derechos de la población LGBTI+, y esto se debe en parte a la falta de políticas y programas que propicien la inclusión, el respeto y el apoyo para que las personas trans puedan desarrollarse plenamente.
En El Salvador no se detienen los atroces casos de asesinatos de personas trans, esto ocurre en gran parte debido a la poca aceptación y tolerancia de las personas, aparte de la falta de políticas que garanticen la seguridad, los derechos y la plena inclusión de las personas trans en El Salvador. El 26 de octubre de 2019, ocurrió el atroz asesinato de una mujer trans llamada Anahí Rivas, ella fue arrastrada en la carretera por un trayecto de casi cinco kilómetros, tras su muerte fue lanzada frente a una discoteca. Otro de los casos más escandalosos fue el asesinato de Camila Díaz, mujer trans, quien murió a mano de tres policías, la víctima fue llevada en la patrulla rumbo al final del bulevar Constitución, en Mejicanos, una zona que ya estaba fuera de su responsabilidad. La fiscalía señaló que en el trayecto, que duró entre 30 y 40 minutos, Díaz recibió golpes mortales y luego fue abandonada con vida en un predio baldío del kilómetro 5 y medio de la referida carretera. Tras el hallazgo con vida de Díaz, en la prolongación del bulevar Constitución, la madrugada del 31 de enero de 2019, fue llevada al Hospital Rosales, lugar donde falleció el 3 de febrero a causa de los severos daños que tenía. Los policías fueron capturados, juzgados y condenados a 20 años de prisión.

### Terapias de Conversión Sexual
Los Esfuerzos para Corregir la Orientación Sexual e Identidad de Género (también conocidas como 'ECOSIG'), es el nombre con el que se conoce a una serie de métodos pseudocientíficos que tienen como objetivo cambiar o alterar la orientación sexual o la identidad de género de personas LGBT+ (lesbianas, gais, bisexuales y transexuales). A pesar de que la Organización Mundial de la Salud eliminó en 1990 a la homosexualidad de la lista de enfermedades mentales y a la transexualidad en 2018, hoy en día aun existen diversas organizaciones religiosas las cuales siguen impartiendo este tipo de "terapias" en todo el mundo.
No hay estudios científicos metodológicamente válidos que demuestren que la terapia de conversión en cualquier forma sea efectiva. La evidencia internacional ha concluido que no hay pruebas sólidas de que las personas puedan reducir las atracciones hacia el mismo sexo o aumentar las atracciones hacia otros sexos a través los esfuerzos de cambio de orientación sexual. Por el contrario, las investigaciones que han estudiado a personas que se han sometido a estas prácticas, describen graves efectos en su salud mental tales como episodios de severa ansiedad, síndromes depresivos, aislamiento social, disfunción sexual y pensamientos suicidas. Las víctimas de las terapias de conversión también suelen ser sometidas a los dogmas de consejeros espirituales y a programas para curarse de su 'condición'. Estos programas pueden incluir calumnias homófobas, palizas, encadenamientos, privación de alimento e incluso exorcismos.
En El Salvador, el tema de las ECOSIG esta totalmente invisibilizado, la información sobre la realización de estas prácticas en El Salvador es limitada, aparte de que la poca información que existe sobre el tema esta desactualizada, en el año 2012 por ejemplo, la Dirección de Diversidad Sexual de la hoy ya extinta Secretaría de Inclusión Social realizó una consulta nacional la cual llevó el nombre de "realidades LGBTI", entrevistando a un total de 400 personas pertenecientes a la comunidad LGBT Salvadoreña. Entre los resultados de la consulta nacional destaca el hecho de que el 41.4% de los encuestados reportó conocer a una persona la cual ha pasado por un proceso de terapia de reorientación sexual, mientras que el 58.6% reportó no conocer a alguien que haya pasado por un proceso como ese. En la actualidad no se sabe que tanto han cambiado esos porcentajes, ya que la única encuesta existente sobre el tema es la anteriormente citada, la cual ya tiene más de 10 años de antigüedad. Algunos medios de comunicación independientes de El Salvador han dado cobertura a este tema, recopilando testimonios de personas LGBTI+ las cuales han sido sometidas a estas terapias. En la actualidad, los ECOSIG no son criminalizadas en El Salvador, ni en ningún otro país de la región Centroamericana.

### Consultas nacionales, encuestas e informes
Consulta nacional sobre realidades LGBTI (2012)

Pew Global Attitudes Project 2013. Porcentaje de encuestados que se han inclinado por la opción «La homosexualidad debe ser aceptada por la sociedad».
81 a 90 %
71 a 80 %
61 a 70 %
51 a 60 %
41 a 50 %
31 a 40 %
21 a 30 %
11 a 20 %
1 a 10 %
sin datos

En 2012, la Dirección de Diversidad Sexual de la Secretaría de Inclusión Social (SIS), realizó una consulta nacional sobre las realidades de la población LGBTI a 400 personas. En el área de la educación, el nivel de educación logrado por los encuestados se muestra que solo el 1.8% logró alcanzar un estudio de postgrado, el 14.5% finalizó sus estudios con la universidad, el 50.3% finalizó sus estudios tras acabar el bachillerato, el 22.1% finalizó sus estudios tras acabar el tercer ciclo (escuela), el 7.1% finalizó sus estudios tras acabar el segundo ciclo (escuela), y el 4.1% finalizó sus estudios tras acabar el primer ciclo (escuela). El 80.5% de los encuestados reportó haber escuchado comentarios negativos en los centros educativos tras saberse su orientación sexual o su identidad de género, el 8.6% reporta haber recibido comentarios de apoyo, y el 10.9% reporta no haber escuchado ningún tipo de comentario. El 45.6% reportó sufrir o haber sufrido agresiones y/o discriminación en su centro de estudio, mientras que el 54.4% reportó no haber sufrido de algún tipo de agresión y/o discriminación. En el área del sistema de salud, el 69.3% reportó no estar afiliado al seguro social, únicamente el 30.7% está afiliado. El 41.4% reportó conocer a alguien que ha pasado por un proceso de terapia de reorientación sexual, mientras que el 58.6% reportó no conocer a alguien que haya pasado por un proceso como ese. El 26.8% reportó haber sufrido discriminación en los centros de salud por motivos de su orientación sexual y/o identidad de género, mientras que el 73.2% reportó no haber sufrido algún tipo de discriminación. El 58.3% reportó conocer a alguien del colectivo LGBTI+ que hubiese tratado de suicidarse, mientras que el 41.7% reportó no conocer a alguien del colectivo LGBTI+ que hubiese intentado hacerlo. El 38.3% reportó conocer a alguien del colectivo LGBTI+ que se hubiese suicidado, mientras que el 61.7% reporta no conocer a alguien del colectivo LGBTI+ que se hubiese suicidado. En el empleo, el 61.5% reporta que tiene un empleo, mientras que el 38.5% reporta no tener un empleo. El 57.6% reportó haber escuchado comentarios negativos en su trabajo tras conocerse su orientación sexual y/o identidad de género, el 30.3% reporta haber recibido comentarios de apoyo, el 12.1 reporta no haber escuchado ningún tipo de comentario. El 39.1% reportó que se le ha negado una oportunidad de empleo debido a su orientación sexual y/o identidad de género, mientras que el 60.9% reportó no haber tenido problemas. El 43% reportó haber sufrido algún hecho de agresión y/o discriminación en su familia debido a su orientación sexual y/o identidad de género, mientras que el 57% reportó no haber tenido problemas. El 30.4% reportó haber sido expulsados de sus hogares debido a su orientación sexual y/o identidad de género, mientras que el 69.6% reportó no haber tenido problemas. El 74.4% reportó haber podido ejercer su derecho al voto en las elecciones de 2012, mientras que el 25.6% reportó no haber podido ejercer su derecho al voto.
Consulta Situacional en acceso a la Salud de la Comunidad LGBTI (2013)
En octubre de 2013, la Dirección de Diversidad Sexual de la Secretaría de Inclusión Social (SIS), en conjunto con la Organización Panamericana de la Salud y la Organización Mundial de la Salud, realizaron la Consulta Situacional en acceso a la Salud de la Comunidad LGBTI en las tres principales regiones de El Salvador, la zona occidental (Santa Ana), la zona central (San Salvador), y la zona oriental (San Miguel). Los resultados fueron los siguientes:
- Santa Ana: La mayoría de las personas en esta región afirmó que acude a centros de salud buscando consultas generales. En este sentido todas y todos han buscado diversos centros de atención médica como: Unidades de Salud, Unidades de FOSALUD y Hospitales de la Red Nacional tanto de Santa Ana como de Sonsonate. Respecto a las razones por las cuales no sienten motivación de acudir a estos lugares, las lesbianas compartieron que se debe a que han sido víctimas de acoso sexual por parte de doctores hombres, incluso intentos de violación. Por su parte, los hombres gay refirieron haber sido víctima de acciones humillantes de su cuerpo y de su dignidad. Finalmente las personas trans reportan discriminación como burlas desde el momento de llegar al centro de salud. En cuanto a los servicios que no se encuentran, las tres poblaciones coinciden en tres aspectos: en primer lugar disponibilidad de medicamentos; luego personal capacitado y sensibilizado en la atención adecuada a la población LGBTI; y finalmente, refieren, que la atención psicológica es un servicio del que no se benefician y que, además, temen esté orientado a practicar terapias de reorientación sexual. La especialidad médica que más cuesta encontrar, de acuerdo a lo citado por las personas participantes son: para las mujeres lesbianas atención en fertilidad; para la población gay personal médico especializado en ITS, urología y coloproctología; en el caso de personas trans les resulta difícil encontrar personal de endocrinología. Los tres subgrupos concordaron en cuanto a que lo que el personal de salud, en general, debe capacitarse es en género y diversidad sexual, con especial énfasis en el trato de personas LGBTI, deconstrucción de mitos, conceptos, entre otros. También se sugirió que exista respeto de la privacidad de las personas que asisten a consulta. En cuanto a la calidad de la atención, se reportó que depende grandemente del trato que reciben, el cual es descrito como lleno de prejuicios, burlas y actos discriminatorios del personal de salud en razón de orientación sexual, identidad y expresión de género. Finalmente, el grupo de Santa Ana coincide en sugerir principalmente que el personal de salud (médico y administrativo) debe ser capacitado en diversidad sexual, reconocimiento y respeto de todas las orientaciones sexuales e identidades de género. En la mayoría de los casos de discriminación, esta es motivada por estereotipos y mitos hacia personas LGBTI, por lo tanto, es en estos aspectos en los cuales debe hacerse énfasis. Por otra parte, se sugiere incluir urólogos/as en las Unidades de Salud, al igual que personal de psicología para apoyar en procesos de autoaceptación. Se manifiesta mucho énfasis en sugerir sanciones más severas por romper el secreto profesional y por discriminar a la población usuaria.

- San Salvador: Se observa que en esta región existe un conocimiento más amplio por parte de la población LGBTI acerca del derecho a la salud, esta observación se puede deber a que quienes participaron de este grupo focal fueron activistas reconocidos y reconocidas de las organizaciones de Derechos Humanos que trabajan por y con esta población. Se reportaron diferentes centros de atención en salud, y una gran amplitud de servicios que son buscados en los mismos. Las razones por las cuales se evita asistir a control de salud son por diversas formas de discriminación en razón de orientación sexual, identidad y expresión de género, desconfianza de que el personal guarde la debida confidencialidad ya que en varias ocasiones han recibido "consejos" de índole religiosos, en los que han percibido mensajes al respecto de que su orientación, identidad o expresión son negativos y deben ser cambiados. La población de lesbianas refiere específicamente acoso sexual por parte del personal masculino y brusquedad en cuanto a instrumentos y procedimiento para citología o mamografía; los hombres gay citan falta de medicamentos y la población trans e intersexual hacen la acotación de que la falta de un documento de identidad que reconozca su identidad de género, es lo que les genera temor de acercarse a controles de salud. Estas últimas reportan que prefieren recurrir a servicios médicos privados cuando cuentan con los recursos para hacerlo, pero aclaran que esto no siempre es posible. Los servicios que no se encuentran, descritos en la consulta de San Salvador son: servicios de citología en todas las unidades de salud por parte del grupo de lesbianas, así como campañas específicas de prevención de ITS y VIH; endocrinología y otros procesos para mujeres trans; y falta de tecnología o servicios de conteo hormonal en el caso de personas intersexuales. En general todos los grupos reportan ausencia de servicios de asistencia psicológica en la mayoría de centros de salud. Referente a las especialidades médicas, se hace referencia a los mismos citados en los servicios no encontrados, adicionando especialistas en sexología. Las temáticas sugeridas por el grupo de San Salvador, para capacitar al personal de salud, son: Sensibilización en diversidad sexual, orientación sexual, identidad y expresión de género, género, acoso sexual, intersexualidad, sexualidad humana, entre otros. En cuanto a este punto, se sugiere también difundir el Decreto Ejecutivo 56 a todo personal de centros de salud desde vigilantes de portería hasta dirección de los mismos. En general, se considera que la calidad de la atención en salud es mala debido al trato discriminatorio del personal. En decir, que dicho personal expresa muchos estereotipos peyorativos hacia personas LGBTI, lo cual promueve un trato carente de sentido humano, excluyente y hasta con prácticas de violencia verbal, psicológica y física hacia estas personas.

- San Miguel: En esta región se reportaron diversas razones por las cuales acuden a los centros de salud, y mayoritariamente mencionaron el Hospital Nacional y clínicas FOSALUD como los principales lugares de consulta. Las razones más comunes, mencionadas en el grupo de San Miguel, por las cuales no se acude a consulta son: discriminación y diversas formas de agresión desde la burla hasta la negación de la atención por orientación sexual, identidad y expresión de género. Se menciona, también, la violación de la confidencialidad en perjuicio de las personas LGBTI. La población de esta región citó una carencia de servicios bastante grande, pero los que más afectan son: servicios de citología adecuados y confiables para mujeres lesbianas, en este punto se hizo énfasis en casos de acoso sexual sufridos por parte de hombres del personal médico. Urología y odontología para hombres gay, particularmente aquellos viviendo con VIH. Dos temáticas fundamentales son mencionadas como imperantes que el personal de salud debe saber, a todos los niveles: no discriminación por orientación sexual e identidad de género y trato digno a toda la población. Al igual que los grupos de las otras regiones (Santa Ana y San Salvador), se menciona que la calidad de atención depende del trato discriminatorio del personal, desde los vigilantes de las porterías hasta el personal administrativo y de dirección. Las mujeres lesbianas de San Miguel sugieren: evitar el acoso sexual por parte del personal de salud, programas de prevención de ITS y VIH con énfasis en mujeres lesbianas. La población gay propone evaluar constantemente al personal de salud para monitorear si el servicio que prestan es de calidad y no es discriminatorio. Por su parte las personas trans esperan que se logre especialización y prestación de servicios en procesos de hormonización. En general todo el grupo sugiere que el personal sea sensibilizado y capacitado en diversidad sexual, género, derechos humanos y no discriminación.

Matrimonio Igualitario
En El Salvador no se ha realizado ninguna encuesta a nivel nacional para determinar el nivel de apoyo al matrimonio igualitario, sin embargo, el Barómetro de las Américas ha realizado en 2 ocasiones una estimación del porcentaje de ciudadanos los cuales están a favor y en contra del matrimonio igualitario en El Salvador. En 2010, el barómetro de las Américas estimo que el nivel de aceptación del matrimonio igualitario en El Salvador era de apenas el 10.3%, mientras que el nivel de rechazo era del 89.7%. En 2017, el Barómetro de las Américas estimo que el nivel de aceptación del matrimonio igualitario en El Salvador era del 18.6%, mientras que el nivel de rechazo era del 81.4%.
Recientemente, en el año 2023, el Latinobarómetro preguntó si los encuestados estaban de acuerdo o en desacuerdo sobre el matrimonio entre personas del mismo sexo. Los resultados para El Salvador fueron los siguientes: De acuerdo 19.0% y en desacuerdo 79.0%. Un 2.0% no sabe o no contestó la pregunta. Aunque en la misma encuesta, se denota un apoyo mucho mayor entre jóvenes de 15 a 25 años de edad, entre ellos el 45.0% está a favor, y un 52.7% en desacuerdo. Un 2.3% no sabe o no contesta. Siendo así el segmento poblacional que más apoya el matrimonio igualitario en El Salvador. El grupo que menos apoya es entre personas mayores de 60 años. En este grupo, un 5.6% estaba a favor, y un 94.4% en contra.

### Refugios, albergues y centros comunitarios
La Casa Rosada
La Casa Rosada es un espacio seguro para las personas LGBTI+ y para crecer en comunidad, en donde todos son bienvenidos para crear, ser y compartir. Ubicada en la Colonia Mercedes en San Salvador, en la Casa Rosada se realizan diversos talleres y charlas en donde el amor crece a través del arte, la educación y el diseño. Los creadores de este espacio comentan lo siguiente en redes sociales: “Desde el inicio hemos cimentado esta casa de colores, como un espacio de libertad y acuerpamiento entre la comunidad LGBTIQ+, en esta casa no hay espacio para discursos de odio, ni discriminación. Queremos que, dentro de estas paredes, el amor y el arte, nos inunde para crear realidades basadas en el compañerismo y la inclusión”.
Hogar Santa Marta
La homofobia y la transfobia generalizadas en El Salvador y el mundo hacen que muchos adultos jóvenes LGBTIQ+ teman ser expulsados de sus hogares, enfrentar la violencia doméstica y carecer de un hogar al que regresar cuando sean deportados. En El Salvador, muchos viven con sus padres hasta los 20 años y pueden ser expulsados incluso de adultos. Los estudios cualitativos en El Salvador y los estudios cuantitativos en otros lugares sugieren que las personas LGBTIQ+ enfrentan la violencia y la falta de vivienda en tasas más altas que la población en general. En la calle, corren un mayor riesgo de trata, violencia sexual y crímenes de odio. La religión juega un papel muy importante en la propagación del odio y la discriminación porque las iglesias son algunas de las instituciones más confiables e influyentes en El Salvador. Desafortunadamente, demasiadas iglesias no están abiertas y afirman, sino que condenan a las personas LGBTIQ+. La Iglesia Anglicana de El Salvador se encuentra en una posición única para promover una narrativa contraria a la historia que muchas personas LGBTIQ+ y sus familias escuchan de los líderes religiosos. La misión del Hogar Santa Marta es dar la bienvenida y brindar atención inmediata, integral y cálida a los jóvenes LGBTIQ+ que enfrentan violencia doméstica, falta de vivienda y deportación, su visión es ser un centro de atención, comunidad, inclusión y prosperidad que promueva los derechos de los jóvenes LGBTIQ+, y contribuir a terminar con el ciclo de violencia y la construcción social del odio contra la diversidad sexual.

## Asociaciones, organizaciones y redes LGBTI+

### Asociaciones
Asociación Colectivo Alejandria: Es una Organización No Gubernamental feminista que trabaja para la defensa de los derechos humanos de la población LGBTIQ+. Desarrolla procesos de incidencia política, sensibilización y capacitación para mejorar el acceso a la educación y formación profesional de personas LGBTI, así como para fortalecer la respuesta nacional al VIH. Esta asociación promueve la creación de una Ley de Identidad de Género, junto con otras organizaciones trans. En mayo de 2015 fue asesinada Francela Méndez, una mujer trans integrante de este colectivo.
Asociación Solidaria para Impulsar el Desarrollo Humano - ASPIDH Arcoíris Trans: Asociación defensora de los derechos de la población trans y HSH. Desarrolla sensibilización, educación, organización e incidencia en el ámbito de los derechos humanos, incluidos procesos de prevención y atención del VIH, ITS y salud sexual. Actualmente representa a El Salvador en la Red de Latinoamérica y El Caribe de personas Trans (REDLACTRANS). Cuando en 2010 presentaron la propuesta de reformar la ley de identidad dijeron: “Confiamos en que todos los partidos políticos y la Secretaría de Inclusión Social darán su respaldo a la reforma de la ley de identidad para que la población transgénero goce plenamente de sus derechos humanos con la identidad escogida según su género”.
Asociación de Lesbianas Heidy Lavinia - ALES LAVINIA: Asociación constituida en 2013 para luchar por los derechos de las mujeres lesbianas. Se autodefine feminista. Trabaja con grupos de mujeres lesbianas en 4 departamentos del país, realizando jornadas de autoestima, autorreconocimiento y formación en derechos humanos. Junto con otros colectivos lésbicos están tratando de formar un movimiento lésbico-feminista, con el apoyo de Las Dignas.

### Colectivos
Colectivo Normal: Colectivo Normal es un colectivo integrado por ciudadanos y ciudadanas que trabajan para crear contenido social y cultural sobre la diversidad sexual. En este colectivo trabajan por el desarrollo político y cultural de la sociedad salvadoreña bajo el enfoque de derechos humanos, haciendo énfasis en los derechos civiles, derechos culturales y derechos económicos para conseguir equidad, inclusión, igualdad ante la ley y ciudadanía plena. Colectivo Normal fue fundado en 2015 por Erik Iván Ortiz, excandidato a diputado por el departamento de San Salvador.
Colectivo LGBTI "Perla de Oriente" San Miguel: Este colectivo fue fundado en el 2019, el cual está integrado por personas de diversas identidades sexuales y de género, las cuales buscan promover y fortalecer la Integración de la población LGBTI+ de San Miguel, brindándoles las herramientas necesarias para la defensa de los Derechos Humanos. La visión de este colectivo es 'ser una organización referente a la promoción y el reconocimiento en la lucha de los Derechos Humanos de la población LGBTI+ en la ciudad de San Miguel'. Este colectivo contaba con 50 personas en los primeros meses de su creación, sin embargo, la discriminación, el crimen organizado y el desplazamiento forzado ha reducido el número de miembros del colectivo a poco más de 35 personas. A finales de abril de 2021, Zashy Zuley del Cid, mujer trans y activista por los derechos LGBTI+ en El Salvador la cual era miembro de este colectivo, fue asesinada en la ciudad de San Miguel. Su asesinato causó revuelo en la comunidad LGBTI+ Salvadoreña.
Colectivo de la Diversidad Sexual de Tecoluca: Este colectivo fue fundado en el 2021, y es hasta la fecha el primer colectivo LGBTI+ que surge en el Departamento de San Vicente. Su primera incidencia como colectivo fue su respectiva participación en la marcha del orgullo de 2021 en San Salvador. En los meses siguientes se dedicaron a impartir y a participar en diversos talleres y conversatorios orientados a informar a la población local sobre la lucha del colectivo LGBTI+ en El Salvador y a eliminar los prejuicios que existen sobre las personas LGBTI+. Por otra parte, también se han dedicado a crear lazos y conexiones con otros colectivos salvadoreños, tales como: Colectivo Alejandría y Colectivo Feminista.

### Organizaciones
Entre Amigos: Primera organización LGBTI salvadoreña, fundada en 1994. Promueve y defiende los derechos humanos de la población LGBTI, con un fuerte enfoque en la salud, los derechos sexuales y reproductivos y la prevención del VIH e ITS con HSH. Trabaja en la defensa y promoción de los derechos humanos de los colectivos LGBTI (incidencia política a nivel de legislación, monitoreo y evaluación) y en la prevención de las ITS/VIH-Sida brindando información, educación y comunicación para el cambio de comportamientos, consejería y prueba voluntaria de VIH, acompañamiento y/o referencia a hospitales, atención a grupos de apoyo y metodología de prevención combinada en VIH. Participaron en el proyecto “Centroamérica Diferente” financiado por la Unión Europea.
Espacio de Mujeres Lesbianas por la Diversidad - ESMULES: Organización creada en 2009 y liderada por lesbianas que trabaja por los derechos humanos y el liderazgo de las personas LGBTI. Hace incidencia ante instituciones del gobierno para el cambio de políticas públicas a favor de la población LGBTI. En junio de 2015 fueron saqueadas sus oficinas. Han realizado 6 estudios que sirven de insumo para cambiar las políticas públicas y han sensibilizado a miles de agentes de la Policía Nacional Civil y a 178 funcionarios del sector Justicia.
Organización de Mujeres Salvadoreñas por la Paz - ORMUSA: Organización feminista creada en 1985 para promover la igualdad, equidad de género y el apoderamiento económico, social y político de las mujeres. Realizan incidencia política para facilitar el acceso de las mujeres a la justicia, así como el desarrollo local y nacional desde un enfoque de derechos humanos. La defensa de los Derechos Sexuales y Reproductivos es uno de sus ejes de trabajo. Desde 2001 integra la Alianza por la Salud Sexual y Reproductiva y apoya a redes juveniles que promueven los DSyR. Trabajan con colectivos LGBTI desde hace 8 años para fortalecer sus capacidades organizativas, capacitarles en gestión de proyectos e incrementar sus liderazgos. Les interesa reducir la brecha existente entre las organizaciones feministas y los colectivos LGBTI.
Fraternidad sin Fronteras: Organización creada en 2000 por jóvenes gais para promover los derechos humanos de la población LGBTI. En los últimos años ha ido cambiando su composición y ahora está integrada mayoritariamente por personas trans y travestis, siendo minoría los activistas gais. El 95% de las personas que trabajan en la organización son mujeres trans que ejercen el trabajo sexual, así como todo el equipo de educadoras y la directora. La junta directiva está formada principalmente por mujeres trans trabajadoras sexuales y hombres travestis. Realizan incidencia política a favor de la Ley de Identidad de Género, campañas contra la discriminación de las y los trabajadores sexuales (trans y gais) y seguimiento a los crímenes de odio contra trabajadoras sexuales trans. Prestan servicios y consejería en temas de salud sexual y reproductiva y VIH.
Generación HT El Salvador - Generación Hombres Trans: Generación HT El Salvador es una organización que surge en 2014, debido a la necesidad de visibilizar la existencia y problemáticas de las personas trans masculinas en El Salvador, desde el momento de su creación hasta la actualidad, esta organización ha trabajado en pro de la defensa, promoción y cumplimiento de los Derechos Humanos de las personas trans masculinas y LGBTI. Esta organización pertenece a la Red de Colectivos Americanos de Hombres Trans+ (REDCAHT+).
DIKÉ LGBT+: Organización comprometida con la educación en derechos humanos de la población LGBT en áreas postergadas de El Salvador. Promueve la salud integral de la comunidad trans y ha abierto una clínica en la que brindan asesoramiento en reasignación sexual a personas trans. Desarrolla procesos de incidencia política, sensibilización, capacitación y organización de personas trans, con énfasis en las zonas rurales del país. Anteriormente se le conocía a esta organización como: Astrans LGBTI, actualmente es el Centro DIKÉ de personas Transgénero y LGBTI (o DIKÉ+).
Asociación Comunicando y Capacitando a Mujeres Trans - COMCAVIS TRANS: Primera organización legalizada en 2011 con la palabra “trans” en su nombre. Creada en 2008 para defender los derechos humanos de las mujeres trans, trabaja para la reinserción de las que están presas, apoya a mujeres trans migrantes, realiza proyectos educativos sobre estigma, discriminación e identidad de género, y brinda asesoría y servicios de salud sexual, VIH y terapia antirretroviral. Promueve actividades de incidencia política e investigación y fomenta y acompaña denuncias de violación de derechos humanos de las personas trans, en San Salvador y otros 7 Departamentos del país. Ha ejecutado 3 foros sobre Despatologización trans y ha presentado una denuncia ante la Comisión Interamericana de Derechos Humanos (CIDH) por los crímenes de odio derivados de la transfobia.
Asociación Comité Contra El SIDA - CoCoSI: CoCoSI es una organización fundada en 1999 y legalizada en 2007, que está liderada por jóvenes de varias comunidades del municipio de Victoria, Departamento de Cabañas. Fue creada en la comunidad Santa Marta para realizar prevención y educación a la juventud en temas de VIH/sida. Integrada actualmente por 20 jóvenes, realiza acompañamiento a personas que viven con VIH y ha acumulado experiencia en el trabajo frente a la violencia de género e intrafamiliar, la formación en salud sexual y reproductiva, la formación para el liderazgo y la defensa de derechos humanos de la población LGBTI.

### Redes
Red de Colectivos Americanos de Hombres Trans+ - REDCAHT+: La Red de Colectivos Americanos de Hombres Trans+ (REDCAHT+) aglutina a 11 colectivos y organizaciones de hombres trans de México, Guatemala, El Salvador, Honduras, Nicaragua, Costa Rica, Panamá, República Dominicana, Perú, Uruguay y Cuba. Los colectivos y organizaciones que conforman esta red buscan entenderse entre sí y actuar como uno solo en la región frente a los problemas de discriminación e invisibilización que enfrentan los hombres trans y las personas disidentes del género femenino asignado al nacer.  Esta red busca fortalecer y agrupar a los colectivos centroamericanos y de otras regiones americanas que luchan por la visibilización, el empoderamiento, el reconocimiento y el respeto de los derechos humanos de las personas trans masculinas. Generación HT El Salvador forma parte de esta red.
Red Diversa - Red de la Diversidad Sexual de Centroamérica: Esta red, que llegó a aglutinar a más de 20 organizaciones de Guatemala, Honduras, El Salvador y Nicaragua, se formó como resultado del proyecto “CENTROAMÉRICA DIFERENTE” financiado por la Unión Europea y ejecutado en consorcio entre las ONG Terra Nuova y Arcigay (italianas) y LAMBDA de Guatemala, CEPRESI de Nicaragua, Kukulcan de Honduras y Entre Amigos de El Salvador. El proyecto ejecutó casi un millón y medio de euros en dos años (2014-2016) y tuvo como objetivos mejorar el respeto de los derechos humanos de las personas LGBTI y ampliar la oferta de información, denuncia y defensoría dirigida a personas LGBTI, ante la violencia y violación de derechos que sufren esta comunidad. El proyecto puso en marcha un Observatorio Regional de Derechos Humanos y un Diplomado sobre Derechos Humanos de la colectividad LGBTI, y ejecutó diversas actividades formativas, de denuncia del bullying homofóbico e incidencia política. Actualmente la red carece de recursos por lo que se reúne de manera esporádica. La Asociación Kukulcan de Honduras ostenta su presidencia.
Red Centroamericana de Personas con VIH - REDCA+: Es una estructura regional conformada por personas con VIH y respaldada por organizaciones de y para personas con VIH de Belice, Costa Rica, El Salvador, Guatemala, Honduras, Nicaragua y Panamá. Fue creada en 2001 para promover el acceso universal al tratamiento antirretroviral, la reducción del estigma y la discriminación a la población que vive con VIH. Es reconocida nacional, regional e internacionalmente como una estructura que promueve el bienestar y dignidad de las personas con VIH a través de procesos políticos, defensa pública y estrategias que contribuyen a la respuesta regional del VIH, tendientes a mejorar la calidad de vida de las personas con VIH en Centroamérica. En el año 2007, REDCA+ recibió el aval político de la Comisión de Ministros de Salud de Centroamérica (COMISCA) y del Consejo de Integración Social (CISCA). Desde octubre de 2008 a la fecha ha percibido una subvención del Fondo Mundial de lucha contra el Sida, la Tuberculosis y la Malaria. En 2012 se crea su Programa Regional para fortalecer las capacidades técnicas de las personas con VIH, subvencionado por el Fondo Mundial y ejecutado y administrado por la Secretaría de la Integración Social Centroamericana (SISCA).
Red Latinoamericana y del Caribe de Personas Trans - REDLACTRANS: La REDLACTRANS fue creada en 2004, y en la actualidad está integrada por 24 organizaciones lideradas por mujeres trans, promoviendo y asegurando que sean ellas quienes hablen por sí mismas. La red promueve los principios de inclusión y participación sin discriminación de ningún tipo, con particular énfasis en la equidad de los géneros, el respeto de las etnias, de las identidades y las expresiones de género, de la edad, del país de origen y/o situación socioeconómica y cultural. ASPIDH Arcoíris Trans forma parte de esta red.

### Mesas
Mesa Permanente por una Ley de identidad de género: Las 4 organizaciones trans que existían en El Salvador en 2014 (ASPIDH, COMCAVIS TRANS, ASTRANS LGBTI y el Colectivo Alejandría), junto con Plan Internacional y FESPAD (Fundación de Estudios Para la Aplicación del Derecho), constituyeron en 2014 la Mesa Permanente por una Ley de identidad de género, para elaborar una propuesta de anteproyecto de ley. Son también objetivos de la Mesa promover el cumplimiento de los derechos e intereses de las personas LGBTI, fomentar el desarrollo académico, científico y cultural de las personas trans y fortalecer la solidaridad entre organizaciones defensoras de personas LGBTI. El trabajo de la Mesa está enfocado en el cabildeo e incidencia política con diferentes actores de la sociedad, para evidenciar la necesidad de contar con una ley que dignifique la expresión de género de las personas trans. “Se asume que el Estado salvadoreño tiene una deuda con la población trans: elaborar una ley que proteja a esta población de su derecho a identificarse en los documentos legales con un nombre acorde a su expresión de género, dado que este vacío legal de la normativa salvadoreña invisibiliza a las personas trans como sujetos de derechos”.
Mesa permanente LGBTI de la procuraduría de defensa de los derechos humanos (PDDH): Espacio institucional facilitado por la PDDH con el objeto de realizar acciones de coordinación, análisis e incidencia política a favor de la población LGBTI, así como monitoreo, análisis y discusión de las políticas públicas a su favor.
Mesa temática de VIH y derechos humanos de la procuraduría de defensa de los derechos humanos (PDDH): Espacio institucional creado en 2015 en la Procuraduría de Defensa de los Derechos Humanos. Está conformado por organizaciones de la sociedad civil que trabajan en la defensa de los derechos humanos relacionados con el VIH, con el acompañamiento de la PDDH. Su principal finalidad es constituir tanto un ámbito de análisis, apoyo e impulso de acciones encaminadas a la defensa de los derechos de las personas que viven con VIH, como un instrumento para la incidencia de la sociedad civil hacia las instituciones del Estado para que cumplan los derechos humanos relacionados con el VIH. La integran:
- Instituto de Estudios “Norma Virginia Guirola de Herrera” (CEMUJER).
- Asociación Atlácatl Vivo Positivo.
- Asociación de Estudiantes de la Diversidad Sexual de la Universidad de El Salvador.
- Fundación Nacional para la Prevención, Educación y Acompañamiento de la Persona VIH (FUNDASIDA).
- Asociación Nuevo Amanecer de El Salvador (ANADES).
- Asociación Nacional de Personas Positivas Vida Nueva (ANP+VN).
- Fundación Salvadoreña para la Lucha contra el sida “María Lorena” (CONTRASIDA).
- Asociación Fraternidad Gay Sin Fronteras.
- Red Centroamericana de Personas con VIH (REDCA+).
- Movimiento de Mujeres Trabajadoras Sexuales “Orquídeas del Mar”.
- Asociación Salvadoreña para la Formación y Capacitación Integral Sostenible (ASOFOCAIS).

### ONG
Centro de Estudios de la Diversidad Sexual y Genérica - AMATE EL SALVADOR: Es una ONG que apoya el empoderamiento de la comunidad LGTBI en el país a través del rescate de la memoria histórica, la sanación emocional de sus activistas y la formación de organizaciones de la sociedad civil en diversidad sexual y genérica. Han creado el primer archivo LGBTI en el país con imágenes, afiches, pronunciamientos, publicaciones, entrevistas orales y escritas, arte y materiales audiovisuales producidos por y/o para la comunidad LGBTI. Realizan talleres de arte terapia para trabajar el estrés y el trauma entre activistas LGBTI y aportar al autoconocimiento. Gestionan proyectos relacionados con el acceso de la población LGBTI a la educación superior y su incidencia en la academia.
Oficina de Asistencia Legal para la Diversidad Sexual El Salvador - ALDES: ONG fundada en 2012 para promover la salud, seguridad, dignidad y derechos humanos de la comunidad LGBTI en El Salvador a través de su empoderamiento legal. Lleva a cabo proyectos de investigación sobre las violaciones de derechos humanos LGBT, organiza eventos de sensibilización y educación sobre derechos humanos y crímenes de odio contra las colectividades LGBT y fortalece la capacidad de estas para presentar denuncias a las instituciones encargadas de velar por los derechos humanos. Tiene una red de colaboradores internacionales a través de la cual moviliza la asistencia, apoyo y solidaridad de la comunidad internacional con la comunidad LGBTI salvadoreña. A medio plazo, ALDES pretende proveer servicios legales gratuitos a la comunidad LGBTI y llevar litigios estratégicos a nivel regional.
Espacios Seguros: Es una ONG que tiene como misión generar espacios de desarrollo y aprendizaje inclusivos, que tomen en cuenta las diferentes realidades de las personas LGBTIQ+ y que a su vez contribuyan al bienestar emocional de las mismas. Tienen como visión ser una organización transformadora e inclusiva que brinde oportunidades de educación, desarrollo y empoderamiento a las personas de la comunidad LGBTI+ y aliados. Sus valores son la Educación, Acceso al conocimiento, Inclusión e Igualdad.

## Cultura

### Cine
- El camino del gato (2011): En el 2011, la cantante y directora chilena-salvadoreña, Pamela Robin, inició el rodaje de esta película, la cual contó con el apoyo del cineasta André Guttfreund y las productoras 96.46 Films, El Cine Independiente de México, Cine Adrede y Sonobook. Los actores españoles Amparo Climent y Eduardo Jover participan en esta cinta que aborda el tema de la homosexualidad, sus tabúes y la falta de aceptación dentro de un círculo familiar. Además, los salvadoreños Ricky Mina, Henry Urbina, Karen Castillo, Jennifer Valiente y Jonathan Velasco se sumaron al elenco de esta producción rodada en el país. De acuerdo con Nicolás Rodríguez, director de elsalvadorG, el trabajo de Robin fue seleccionado y exhibido en el Festival Internacional de Cine de la UNAM (Ficunach) y en el Queer Film Festival, ambos de México. La película fue exhibida por primera vez en El Salvador en abril de 2016, en el Museo Nacional de Antropología Dr. David J. Guzmán (MUNA).[168] Los productores describen la película de la siguiente forma: 'El camino del gato' es la historia de Sebastián, un joven salvadoreño que regresa a su país luego de pasar cinco años en España. Sus padres son José y Rita, una pareja de españoles que viven en El Salvador desde hace treinta años. Sebastián regresa en el día del cumpleaños de su padre. Su llegada desata una serie de conflictos familiares en el festejo en donde también se encuentran invitados sus primos (Ray y Sergio), su mejor amiga (Sofia) y su hermana (Nicole). Durante el cumpleaños, se van conociendo los secretos de cada uno de los invitados, en especial la homofobia de José, que causa una tensión enorme con Sebastián, su único hijo, el cual es gay.[169]
- Imperdonable (2020): Imperdonable es un largometraje/documental producido por el periódico El Faro y por La Jaula Abierta, y dirigido por la cineasta Marlén Viñayo. Es la primera película salvadoreña calificada para competir por una nominación a los premios Oscar; ha sido acreedora del premio al mejor largometraje documental en tres importantes festivales de cine en Canadá, México y Holanda: el Hot Docs Canadian International Documentary Festival, celebrado en Toronto; el Guanajuato International Film Festival, en Guanajuato, y el Festival Internacional de Cine Documental de Ámsterdam. Estuvo calificada para competir en los premios Oscar de la Academia de las Artes y las Ciencias Cinematográficas y formó parte de la selección oficial de otros 12 festivales en América, Europa y Asia.[170] Fue elegido por la International Documentary Asociation (Asociación Internacional de Documentales) entre los mejores 10 cortometrajes de 2020.[171] En enero de 2021 obtuvo el premio a mejor corto documental en los premios POY Latam, que celebran lo mejor del periodismo visual en Iberoamérica. En ese mismo galardón, la directora Viñayo fue elegida como “cineasta iberoamericana del año”.[172][173] La película fue rodada en mayo de 2019, en el interior de la cárcel de San Francisco Gotera, ubicada en el departamento de Morazán, al oriente de la capital salvadoreña y retrata la cotidianidad de un grupo de internos, exmiembros de pandillas, que decidieron vivir abiertamente su homosexualidad.[174] «Me alegra y me emociona mucho poder compartir esta película con el público, sobre todo aquí en El Salvador, y espero que esta historia genere debates y reflexiones profundas sobre la sociedad en la que vivimos», expresó Viñayo, directora de Imperdonable, a pocos días del estreno. Los realizadores han resumido el contenido de la película así: “Geovany, un despiadado sicario de la pandilla Barrio 18 cumple su condena al interior de una prisión evangélica salvadoreña, donde no solo es culpable por sus crímenes, sino por un ‘pecado’ imperdonable tanto para la iglesia como para la pandilla: ser gay”.

### Cortometrajes
- Tenemos que hablar (2012): Tenemos que hablar es el primer cortometraje LGBTI+ rodado en El Salvador, el cual fue producido y dirigido por los directores salvadoreños Johanna Alfaro y Jaime Cortez. Se exhibió en el Festival ÍCARO de cine latinoamericano y en el Gay and Lesbian Center Village de Los Ángeles. El cortometraje nos muestra a Victoria y Mateo, una pareja heterosexual que lleva un año de relación. Ambos se quieren, pero no son del todo conscientes de su verdadera orientación sexual.[175]

### Literatura
- Más allá del horizonte (2002): Es la primera novela salvadoreña con un protagonista homosexual, narra la historia de Salvador, un muchacho gay que decide unirse al Frente Farabundo Martí para la Liberación Nacional durante los tiempos de la guerra civil. Salvador pasa a llamarse Jesús durante su tiempo en la guerrilla y cuando sus compañeros se enteran de su orientación sexual, lo «ascienden» a comandar en la primera línea de combate, como forma de que fuera asesinado por su sexualidad. Jesús logra sobrevivir y como recompensa lo envían a espiar a un coronel del ejército, pero posteriormente es apresado y torturado. Cuando sus captores se enteran de su homosexualidad, Jesús es víctima de una violación grupal, pero no confiesa ser parte de la guerrilla. Esta novela fue escrita por Julio Leiva.[176]
- Ángeles Caídos (2005): Es la primera novela de temática homosexual publicada en El Salvador, es una obra de posguerra cuya trama se centra en la vida de tres hombres jóvenes homosexuales, cada uno de los cuales es protagonista de su propia historia, pero cuyas vivencias se entretejen para dar a conocer un mundo que casi siempre está oculto a la vista del resto de la sociedad. Esta novela fue escrita por Carlos Alberto Soriano.[177]

- Ciudad de Alado (2009): Ciudad de Alado es una novela escrita por Mauricio Orellana Suárez. A principios de siglo, un par de artistas jóvenes tienen la idea de tomarse el Centro de San Salvador para "rescatarlo": una locura llena de arte, amistad, delirio y mucho más. En el proceso ¿serán sobrepasados por la violenta inercia de una ciudad que casi ha perdido su alma?.[178][179]
- Heterocity (2010): Heterocity es una novela escrita por Mauricio Orellana Suárez, la cual se ha convertido en la primera novela de temática LGBTI+ en ganar un premio centroamericano de literatura.[180][181][182]

- Entre Él y Yo (2013): Entre Él y Yo es una novela escrita por Luis Carlos Barrera, la cual fue publicada en España debido a que el autor de la novela tuvo problemas a la hora de producir y distribuir su trabajo en El Salvador. La novela nos presenta a un adolescente salvadoreño (Lucas) y a un joven guatemalteco (Jaime) en un idilio enmarcado a finales de los años 80 e inicios de los 90. Para Lucas descubrirse a sí mismo y ante los demás como homosexual sería sólo el principio; él aprendería a fuerza de desaires, traiciones y la soledad que el rechazo produce que ser feliz como gay resultaría tan difícil como optar por no serlo.[183]
- El verbo J (2018): Esta novela tiene como protagonista a una mujer transgénero de clase social baja que abandona El Salvador para emigrar a Estados Unidos. Durante su paso por México, la protagonista es secuestrada y convertida en esclava sexual, pero logra escapar y arribar a su destino. No obstante, posteriormente se infecta de VIH y no sigue el tratamiento adecuado, por lo que con los años la enfermedad avanza. Esta novela fue escrita por Claudia Hernández.[184]

### Poesía
- Injurias (2004): Poema escrito por Ricardo Lindo.[185]
- La fiera de un ángel (2005): Poema escrito por René Chacón.
- Bello amigo, atardece (2010): Poema escrito por Ricardo Lindo.[186]
- Y qué imposible no llamarte ingle (2011): Poema escrito por Alberto López.
- Cantos para mis muchachos (2014): Poema escrito por Alberto López.[187]

### Medios de comunicación
- ElSalvadorG: El medio de comunicación 'ElSalvadorG', es un periódico digital y portal informativo de la población LGBTI+ de El Salvador, es un medio de comunicación totalmente independiente de cualquier afiliación política y religiosa, principalmente trabajan creando artículos informativos sobre la comunidad LGBTI+ de El Salvador o cubriendo todos aquellos eventos y actividades relacionados con la diversidad sexual en El Salvador, como lo son las marchas del orgullo. En ocasiones también se dedican a compartir información sobre acontecimientos internacionales relacionados con la diversidad sexual o la comunidad LGBTI+.[188]

## Historia

### Época precolombina

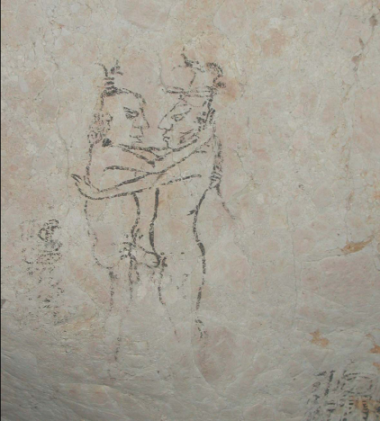
Pintura homoerótica maya encontrada en una de las paredes de la gruta de Naj Tunich, Guatemala.

Los mayas de la época precolombina reverenciaban la homosexualidad, considerándola como algo mágico y auspicioso. Esta actitud era especialmente prominente entre la élite, quienes incluso procuraban esclavos sexuales para sus hijos en lugar de permitir el sexo prematrimonial heterosexual. Un dios destacado en su panteón, Chin, representaba las relaciones homosexuales nobles y se le encomendaba para santificar uniones entre jóvenes de diferentes estratos sociales.

### Historia del movimiento LGBTI+ en El Salvador

#### Dictaduras Militares (1931 - 1979)

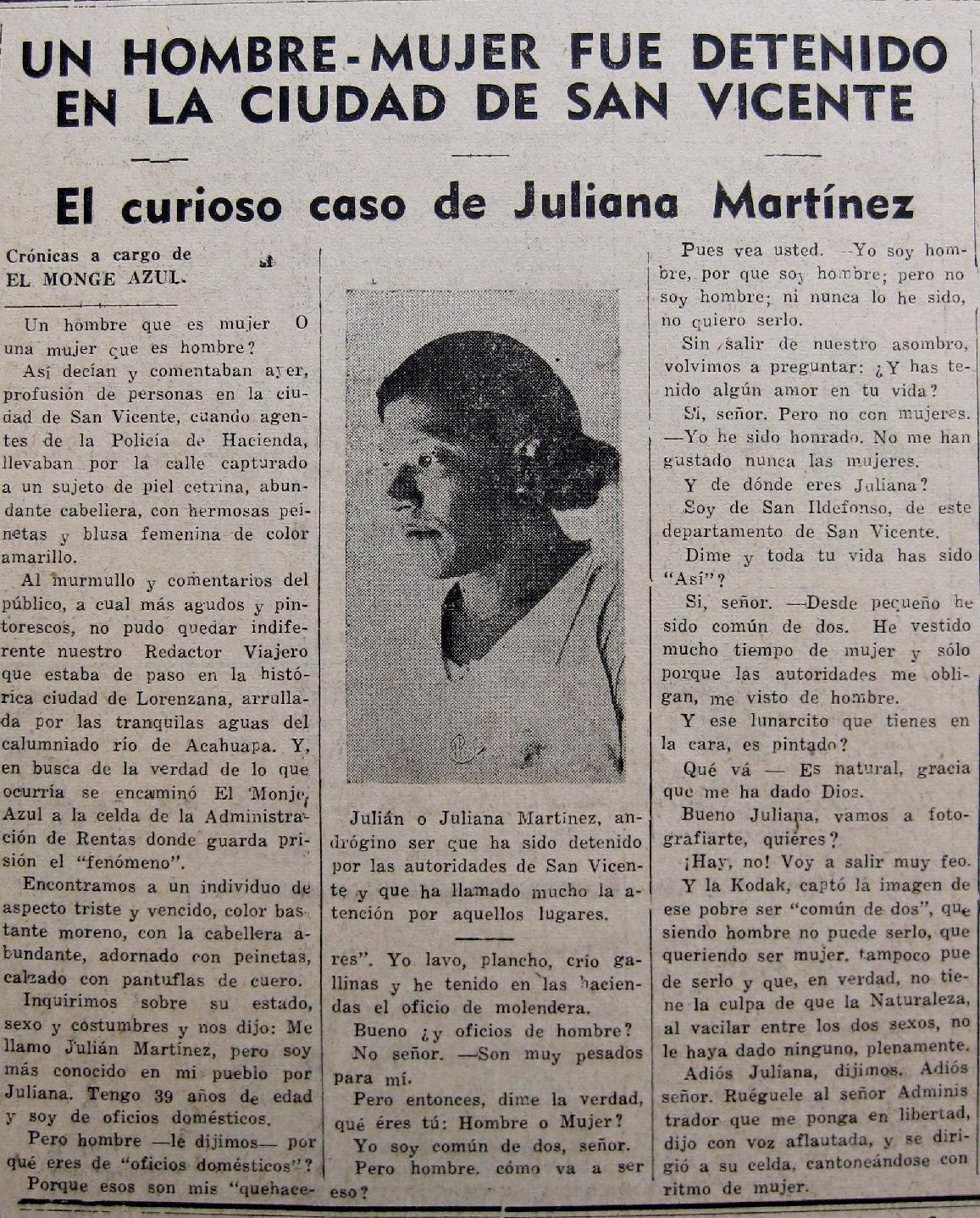
Recorte de un periódico Salvadoreño de 1940 sobre la noticia: "El curioso caso de Juliana Martínez"

Desde 1931, los militares salvadoreños tomaron el poder, marcando un periodo caracterizado por la alianza entre la oligarquía, la Fuerza Armada y la Iglesia Católica, quienes impusieron un orden social basado en el anticomunismo, el autoritarismo y la educación religiosa. Esta estructura se reflejaba en leyes que promovían la moral pública y perseguían la vagancia, como la Ley de Policía de 1879 y la Ley de Vagos y Maleantes de 1940. Esta última, aunque no mencionaba explícitamente la homosexualidad, fue utilizada para perseguir a personas LGBTI+. En 1953, la 'Ley de Estado Peligroso' amplió el concepto de peligrosidad social, incluyendo a quienes desviaban de la heteronormatividad. Las campañas moralizadoras de los años 50 buscaban erradicar vicios sociales, pero no abordaban abiertamente la homosexualidad. Sin embargo, en 1957, un escándalo público reveló la existencia de una comunidad homosexual de clase alta, desatando una reacción institucional que incluyó la persecución de medios y personas acusadas de promover la "degeneración sexual".

#### Guerra Civil (1980 - 1992)
Durante la guerra civil en El Salvador, la comunidad LGBTI+ enfrentó persecución y represión, aunque oficialmente se ignorara su existencia. Los Escuadrones de la Muerte y el Ejército llevaron a cabo acciones de "limpieza social", principalmente contra mujeres trans que ejercían trabajo sexual en San Salvador. La organización AMATE El Salvador documentó masacres y desapariciones de personas LGBTI+, como la masacre del Batallón Bracamontes en 1984 y la desaparición masiva de mujeres trans en 1980. A pesar de estos crímenes, el Estado salvadoreño no ha reconocido ni contabilizado estas víctimas. Los combatientes LGBTI+ también sufrieron discriminación dentro de los grupos armados, mientras que la Pandemia de VIH/sida exacerbó aún más la vulnerabilidad de estas comunidades debido al estigma y la falta de acceso a la atención médica adecuada.

#### Posguerra (1992 - 1999)
En la posguerra salvadoreña (1992-1999), surgieron importantes movimientos de la comunidad LGBTI+. La Media Luna, formada principalmente por excombatientes guerrilleras, fue pionera en la organización y activismo lesbofeminista. En 1992, se creó FUNDASIDA para la prevención del VIH-sida, seguida por la formación de la Asociación Entre Amigos en 1994, la primera organización LGBTI+ formalmente constituida. Estas organizaciones, aunque inicialmente operaban con discreción, pronto se convirtieron en voces destacadas en la defensa de los derechos humanos y la seguridad de la comunidad LGBTI+, con el respaldo crucial de grupos de solidaridad internacional. Esta colaboración permitió la realización de la primera marcha del orgullo LGBTI+ en El Salvador en 1997, un hito importante en la historia de la comunidad LGBTI+ en El Salvador, a pesar de la condena y la ridiculización por parte de los medios. Sin embargo, este período también estuvo marcado por una ola de violencia contra las mujeres trans, que condujo al cierre de espacios emblemáticos como La Praviana y Oráculos Discoteca en 1999.

#### Inicios delsigloXXI(2000 - 2019)

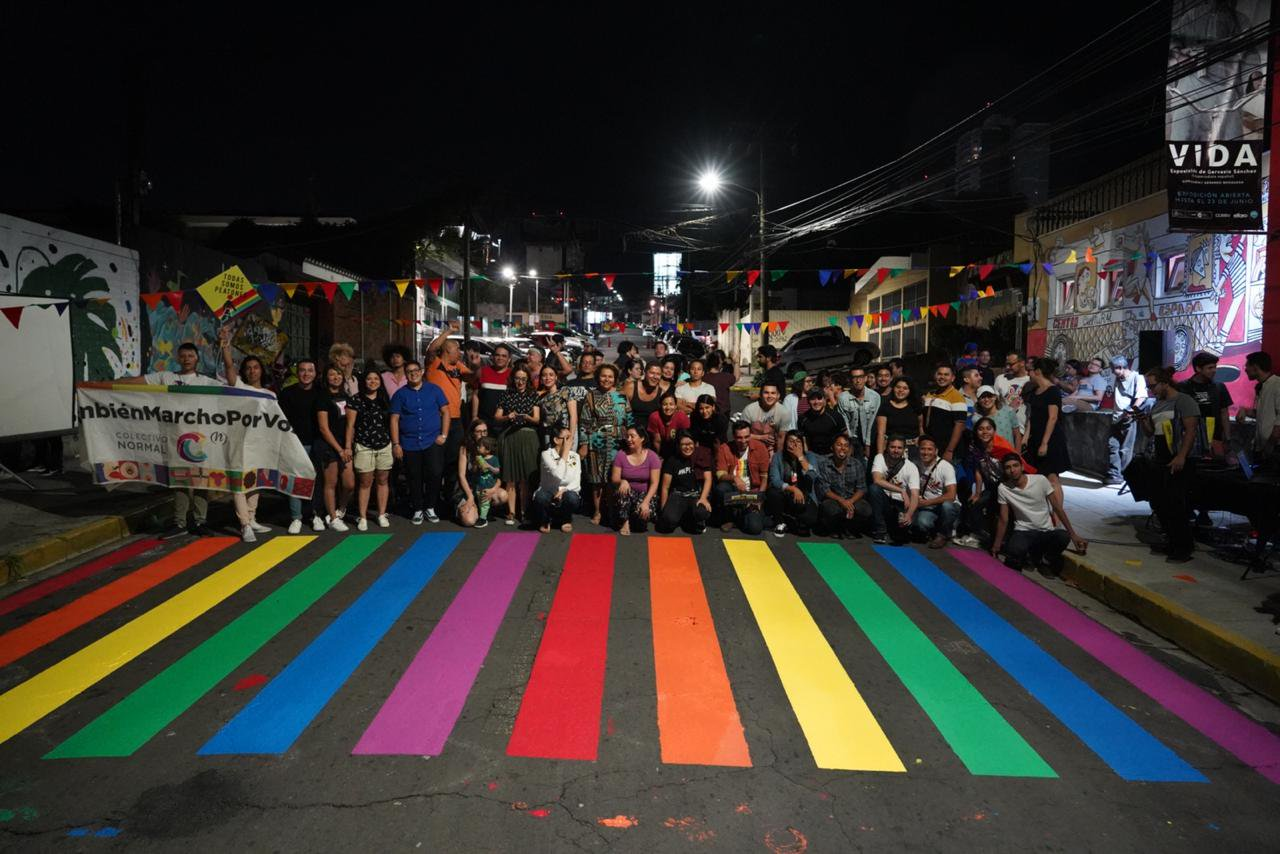
Cruce peatonal arcoíris frente al Centro Cultural de España en El Salvador

Los primeros años del siglo XXI en El Salvador marcaron el comienzo de la lucha por los derechos de las personas LGBTI+, con avances significativos y retrocesos. La demanda de la Asociación Atlácatl en el año 2000 condujo a la ratificación de la Ley del VIH, garantizando acceso a medicamentos y protección contra la discriminación. A partir del 2000, las mujeres trans comenzaron a organizar sus propias asociaciones, enfrentando obstáculos legales y sociales. En medio de un contexto global conservador, se desencadenaron movimientos contra el matrimonio igualitario. A pesar de los retrocesos políticos, el movimiento LGBTI+ ganó fuerza, reflejado en marchas de orgullo cada vez más concurridas y acciones de incidencia política. La década terminó con avances significativos en la visibilidad y protección de la comunidad LGBTI+, pero también con desafíos persistentes, como la violencia y la discriminación. En 2019, el gobierno de Nayib Bukele eliminó la Secretaría de Inclusión Social, generando críticas y preocupaciones sobre la protección de los derechos LGBTI+. A pesar de los desafíos, se lograron hitos importantes, como la aprobación de ordenanzas municipales contra la discriminación en San Salvador. Sin embargo, la década también estuvo marcada por crímenes de odio, como el asesinato de Anahí Rivas, destacando la necesidad continua de luchar contra la violencia y la discriminación hacia las personas LGBTI+.

#### Actualidad (2020-presente)
COVID-19
Durante el período de 2020 hasta la actualidad, la situación de las personas LGBTI+ en El Salvador ha sido marcada por desafíos significativos exacerbados por la pandemia de COVID-19. La comunidad LGBTI+ ha enfrentado una serie de violaciones de derechos humanos, incluida la discriminación, la violencia doméstica y la falta de acceso a servicios de salud, especialmente para quienes conviven con VIH. A pesar de estos desafíos, ha habido algunos avances, como el reconocimiento histórico de Arthur Britney Joestar como la primera persona no binaria en recibir estatus de refugiado en el Reino Unido y la presentación de proyectos de ley para la igualdad y no discriminación. Sin embargo, estos avances se han visto contrarrestados por incidentes de discriminación y violencia, como el ataque discriminatorio en la 'Panadería San Martín' y el asesinato de personas trans.
Régimen de excepción
Durante los años 2022 y 2023, se vivió un período de esperanza y desafíos para las personas trans en El Salvador. A pesar de algunas victorias legales, como la posibilidad de cambiar legalmente el nombre de acuerdo a la identidad de género, se enfrentaron a una segunda ola de violaciones de derechos humanos, marcada por el régimen de excepción decretado en marzo de 2022. Este régimen permitió la suspensión de varios derechos constitucionales y condujo a detenciones arbitrarias, especialmente de personas vulnerables como la comunidad LGBTI+. A pesar de la resistencia y la participación en eventos como la marcha del orgullo, las luchas por los derechos trans enfrentaron obstáculos, como la negativa del parlamento a reformar la ley del nombre, lo que dejó en el aire las esperanzas de avances significativos. La persistencia de la discriminación y la violencia hacia la comunidad trans se destacaron en incidentes como la agresión violenta a una mujer trans en Santa Tecla en julio de 2023.

## Religión
Iglesia Episcopal Anglicana de El Salvador
La Iglesia Anglicana de El Salvador es una de las pocas iglesias abiertas y afirmativas en El Salvador y América Latina en su conjunto. En 2003, Gene Robinson fue el primer hombre abiertamente gay en ser elegido obispo en los Estados Unidos, y el obispo Martin Barahona de la Iglesia Anglicana de El Salvador fue el único obispo de fuera de los Estados Unidos que asistió a su consagración. Esta muestra de solidaridad y apoyo de un país y una región que históricamente ha sido (y sigue siendo) muy hostil a las personas LGBTQ+ allanó el camino para que los miembros LGBTQ + de la Iglesia Anglicana de El Salvador fundaran su propio Ministerio de Diversidad Sexual en 2009.
Desde entonces, el Ministerio de Diversidad Sexual ha sido un espacio hecho por personas LGBTQ+ y para personas LGBTQ+. Allí, los miembros pueden ser ellos mismos, participar plenamente en la iglesia y defender los derechos LGBTQ+. Sin embargo, la iglesia Anglicana de El Salvador ha visto que muchas personas LGBTQ+ son expulsadas de sus hogares debido a su identidad sexual, en respuesta, miembros del Ministerio de Diversidad Sexual propusieron fundar el Centro Santa Marta.
El Centro de Santa Marta para Jóvenes y Adultos Jóvenes LGBTQ+ es el siguiente paso en este viaje, permitiéndonos atender las necesidades de nuestros hermanos más vulnerables que han sido expulsados de sus hogares o deportados a El Salvador, y están en mayor riesgo. por su identidad sexual. Que una iglesia haga este trabajo es especialmente importante en El Salvador, donde las iglesias son a menudo las instituciones más confiables entre el público en general y tienen una enorme influencia sobre las políticas públicas.
“Queremos dar una respuesta a las personas LGBTI+ que han sido expulsadas de sus hogares o que se encuentran en peligro, ofreciéndoles un espacio temporal, mientras buscan solución o desarrollan un plan de respuesta personal”, dice el obispo de la IAES, Juan David Alvarado. “El nombre de Comunidad Santa Marta es recordar en el Evangelio cuando Jesús va en camino y llega a la casa de Marta y María, hermanas y amigas de Jesús, quienes dan acogida y acompañamiento”.
La IAES tiene muchas expectativas de este proyecto, pues siempre se han mostrado aliados de la sociedad civil y en sobre todo de las poblaciones históricamente excluidas y vulnerables, el coordinador de la oficina de Dignidad y Justicia dentro de la IAES, Edwin Guardado, expresa que la “ilusión” con este proyecto es que la iglesia sea un modelo de atención y acompañamiento pastoral en el tema de refugios a personas LGBTI+ en condiciones de vulneración de derechos humanos.
Libres en Cristo

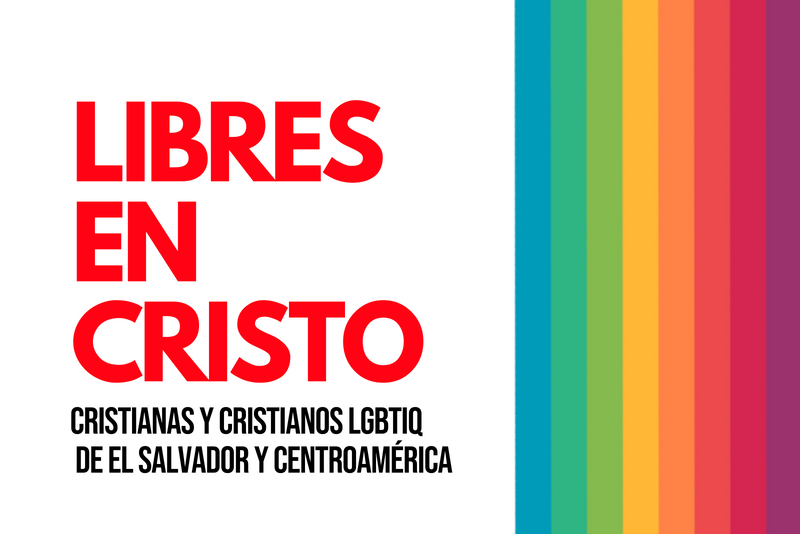
Banner del movimiento 'Libres en Cristo'.

Cristianas y cristianos LGBTIQ+ de El Salvador y Centroamérica. Libres en Cristo es un movimiento cristiano ecuménico/inter-denominacional que nace en 2009 en El Salvador, este movimiento busca la plena inclusión de las personas LGBTIQ+ en la vida de las iglesias y/o comunidades de fe, y sociedades de El Salvador y Centroamérica. El movimiento trabaja creando y compartiendo recursos educativos para la deconstrucción de los prejuicios religiosos asociados a la sexualidad humana para los diferentes contextos cristianos de la región centroamericana: católico, Reformado y Evangélico, así como educando y sensibilizando líderes religiosos y comunidades de fe en un enfoque teológico progresista e inclusivo. Promueve los Derechos Humanos desde una perspectiva de fe, la Laicidad y el servicio público laico, en asocio con otras organizaciones de la sociedad civil e instituciones del Estado. Buscan potenciar experiencias pastorales y comunitarias de inclusión, reconciliación, y empoderamiento de personas LGBTIQ+, tejiendo una red nacional y centroamericana de líderes religiosos, teólogos, iglesias, comunidades de fe, organizaciones basadas en la fe, entre otros, esto con esfuerzos independientes de cristianas y cristianos inclusivos (familiares, amigos y aliados heterosexuales). El movimiento trabaja desde tres ejes específicos:
- Educación: Creando y compartiendo recursos educativos especializados en DDHH, DDSS y DDRR, y Socio- Teológicos que contribuyan a la deconstrucción de los prejuicios religiosos asociados a la sexualidad humana, especialmente aquellos sobre las personas LGBTIQ+ dirigidos a líderes religiosos y comunidades de fe de los diferentes contextos cristianos de la región centroamericana: Católico, Reformado y Evangélico.
- Empoderamiento: Empoderando en temas de DDHH, DDSS y DDRR, y en enfoques Socio- Teológicos inclusivos a líderes religiosos y comunidades de fe, así como a personas LGBTIQ que han sufrido violencia religiosa y/o que buscan conocer más sobre estos temas. Comparten experiencias pastorales y comunitarias de inclusión, fomentando el crecimiento personal e integral de las personas LGBTIQ+, de sus familiares, amigos y aliados heterosexuales.
- Activismo: Promoviendo activamente los DDHH, y los derechos civiles y políticos de las personas LGBTIQ+, así como la Laicidad; luchan por el pleno reconocimiento de El Salvador como un Estado laico, remarcan la importancia y el inmenso valor de la diversidad y la pluralidad para la continua democratización del Estado salvadoreño y demandan un ejercicio público y aplicación de la justicia en materia LGBTIQ+ desde una perspectiva laica e inclusiva.

Comunidad Magdala
La Comunidad de Magdala es una comunidad de fe cristiana de inspiración anglicana, radicalmente inclusiva y vibrante en el corazón de San Salvador, que difunde y desarrolla el legado del Obispo Martín Barahona. Es una comunidad de fe anglicana viva e inclusiva donde todas las personas son bienvenidas, celebramos la vida y compartimos la fe mientras crecemos en el amor de Dios por medio de Cristo Jesús.
Fundada en 2015 por Martín Barahona, Obispo Emérito de la Iglesia Episcopal Anglicana de El Salvador, la Comunidad de Magdala es una comunidad de fe solidaria de inspiración anglicana y radicalmente inclusiva que promueve y desarrolla el legado filosófico, ético, teológico y espiritual del Obispo Martín Barahona desde tres ejes fundamentales:
- La unidad de las y los cristianos y de las demás expresiones de fe para la construcción de la Paz.
- La promoción y defensa de los Derechos Humanos.
- La plena inclusión de las personas LGBTIQ+ en la vida de la Iglesia y en la sociedad.